# ゲルマン国立博物館
ゲルマン国立博物館(ゲルマンこくりつはくぶつかん、Germanisches Nationalmuseum)は、ドイツニュルンベルクにある美術館である。
1852年にHans von und zu Aufseß男爵によって設立された。
美術館にはドイツの芸術作品の大規模なコレクションがあり、アルブレヒト・デューラー、マルティン・ベハイム、Adam Kraftなどの芸術家の作品もある。
約130万点のコレクションのうち、約25,000点が展示されている。

## ギャラリー

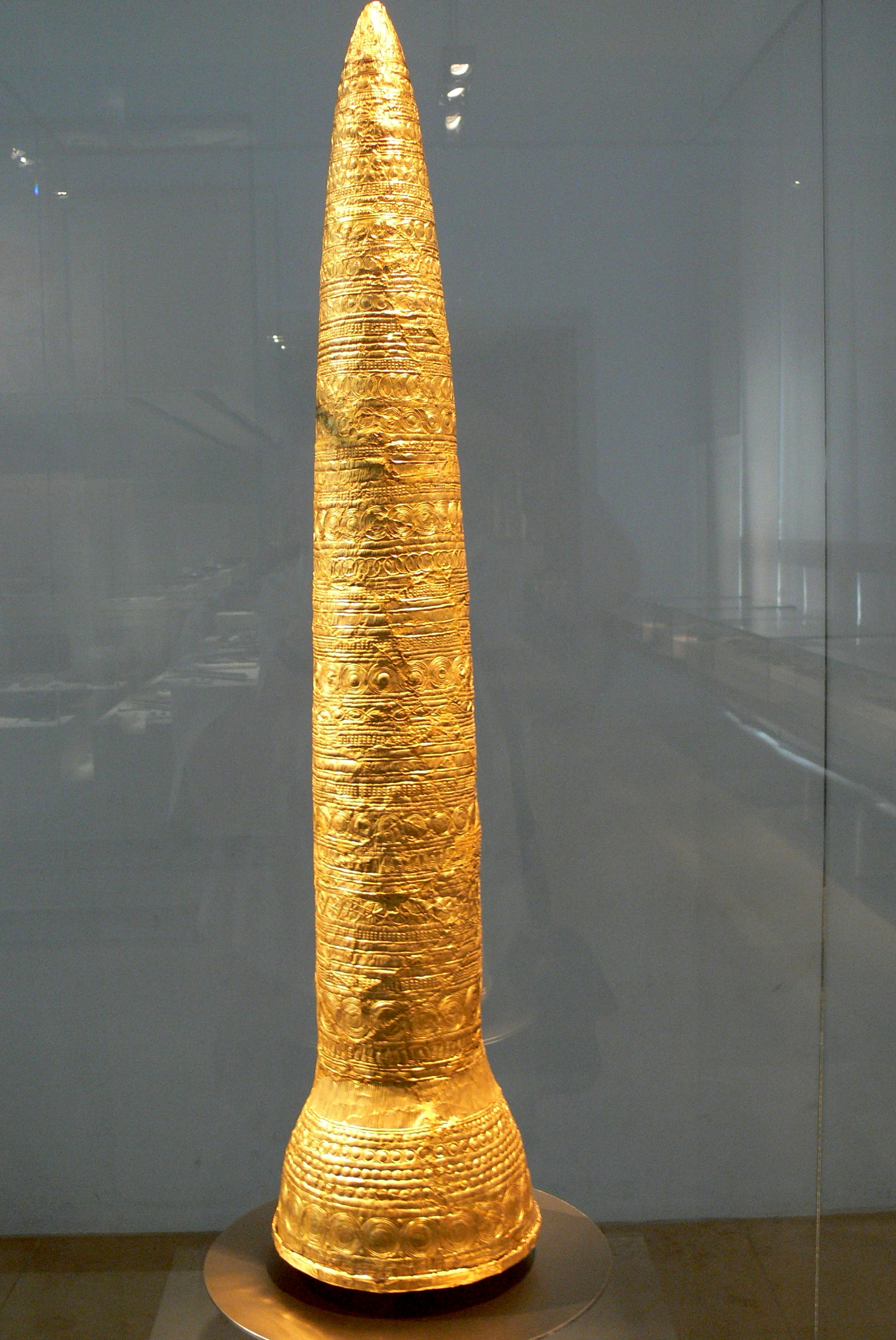
Golden hat of Ezelsdorf-Buch, 紀元前1000年頃
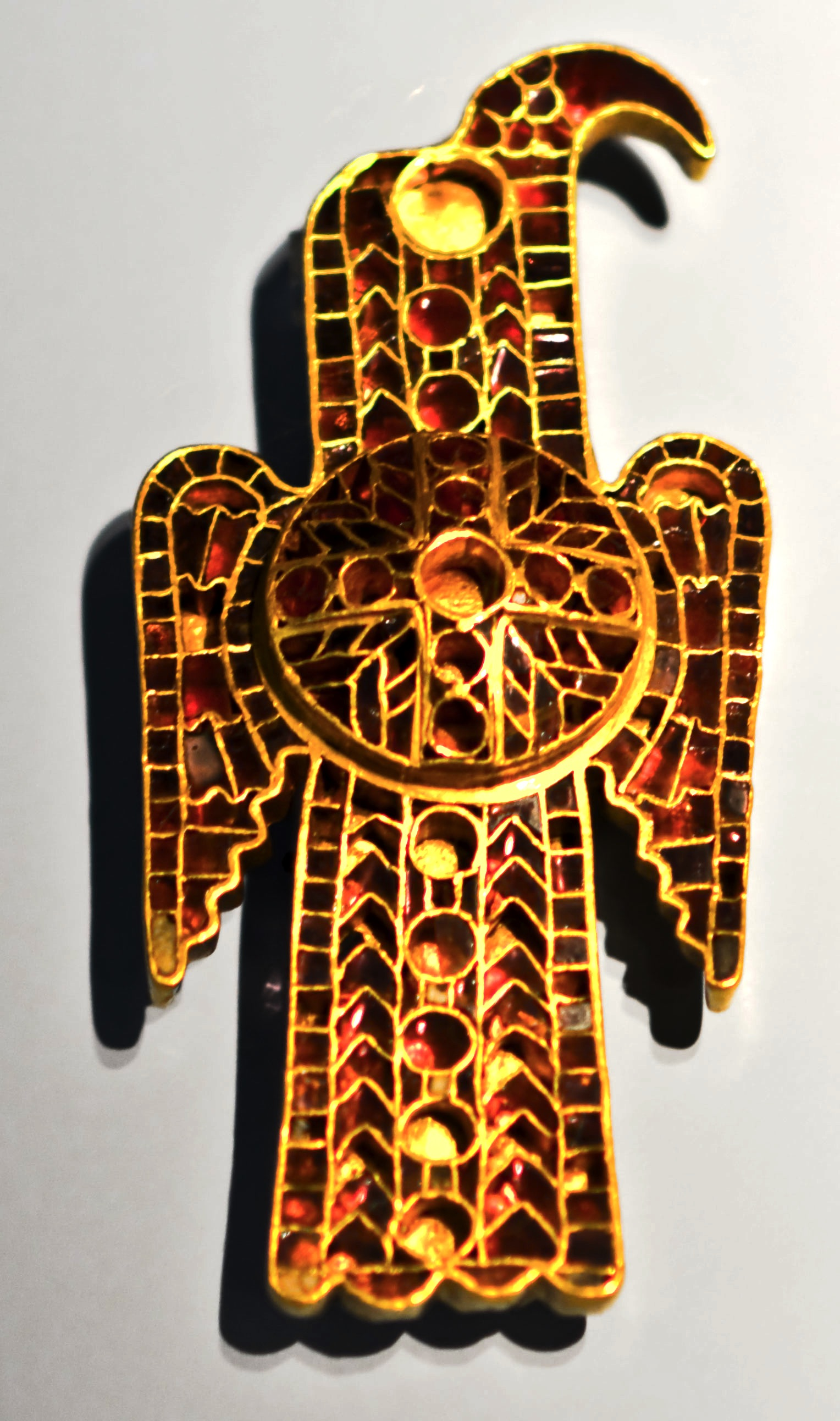
Ostrogothic eagle-shaped fibula, 500年頃
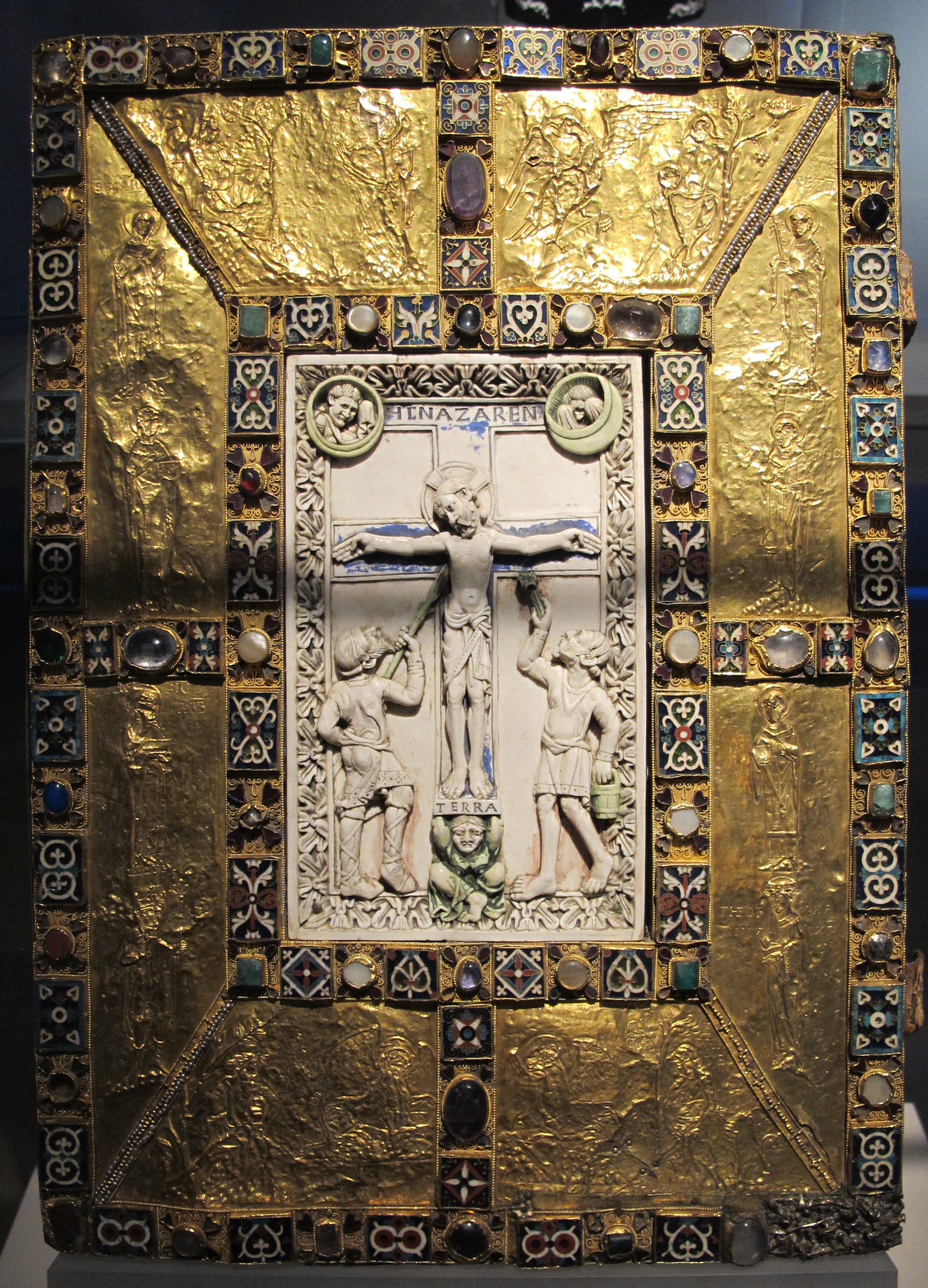
エヒテルナッハの黄金福音書, 985年-987年
アストロラーベ, 1080年頃
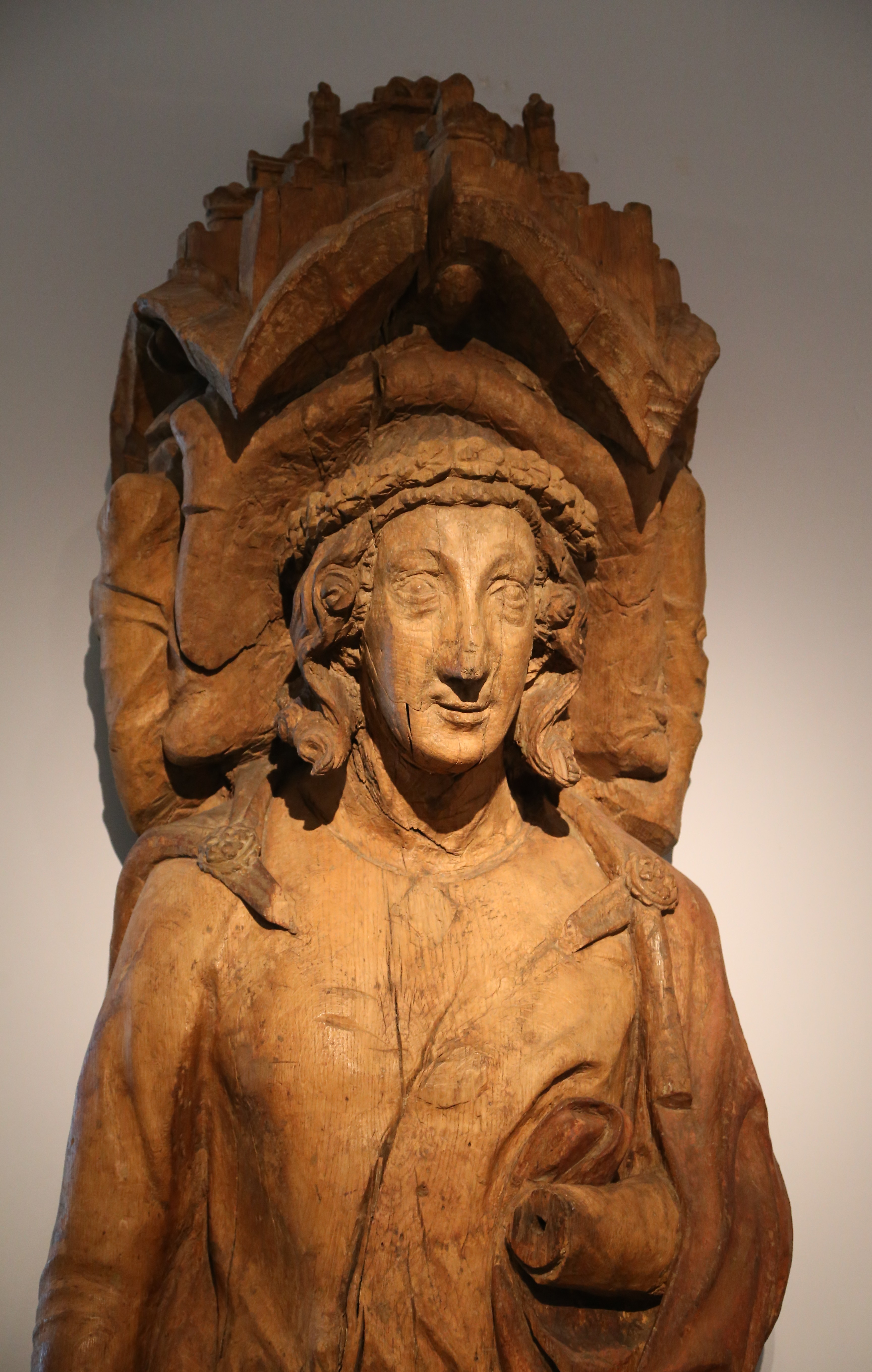
Tomb Statue, 1248年頃
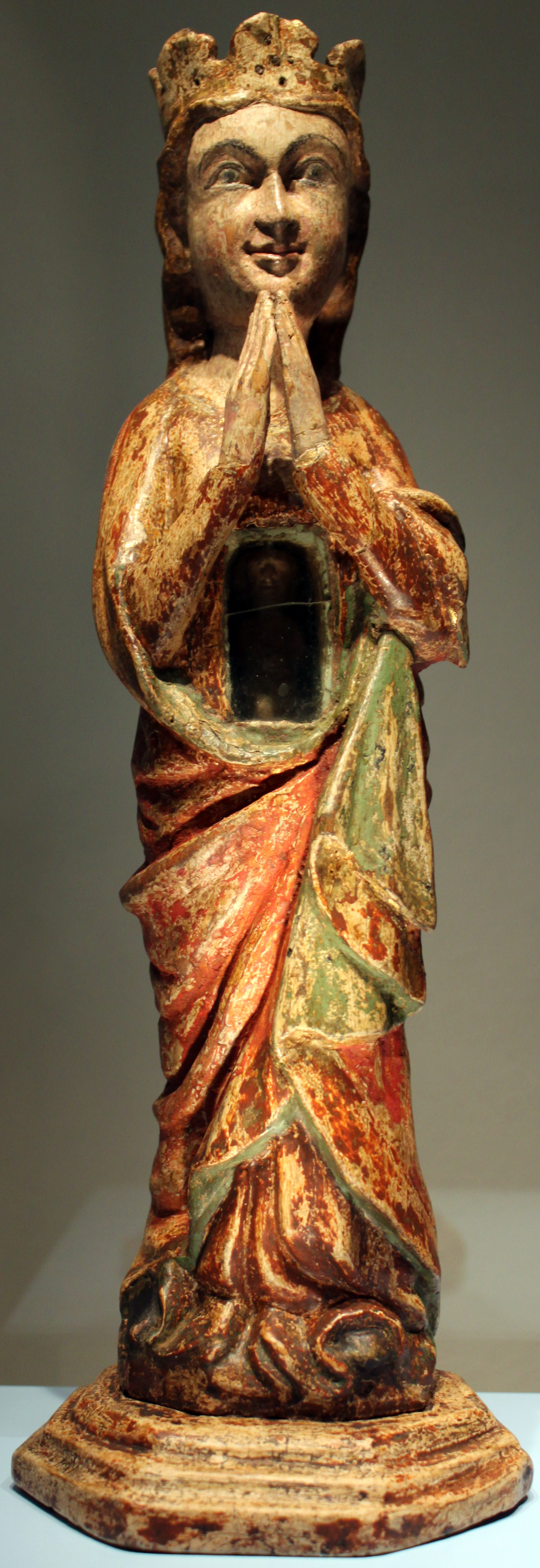
The Expectant Mary; 1300年
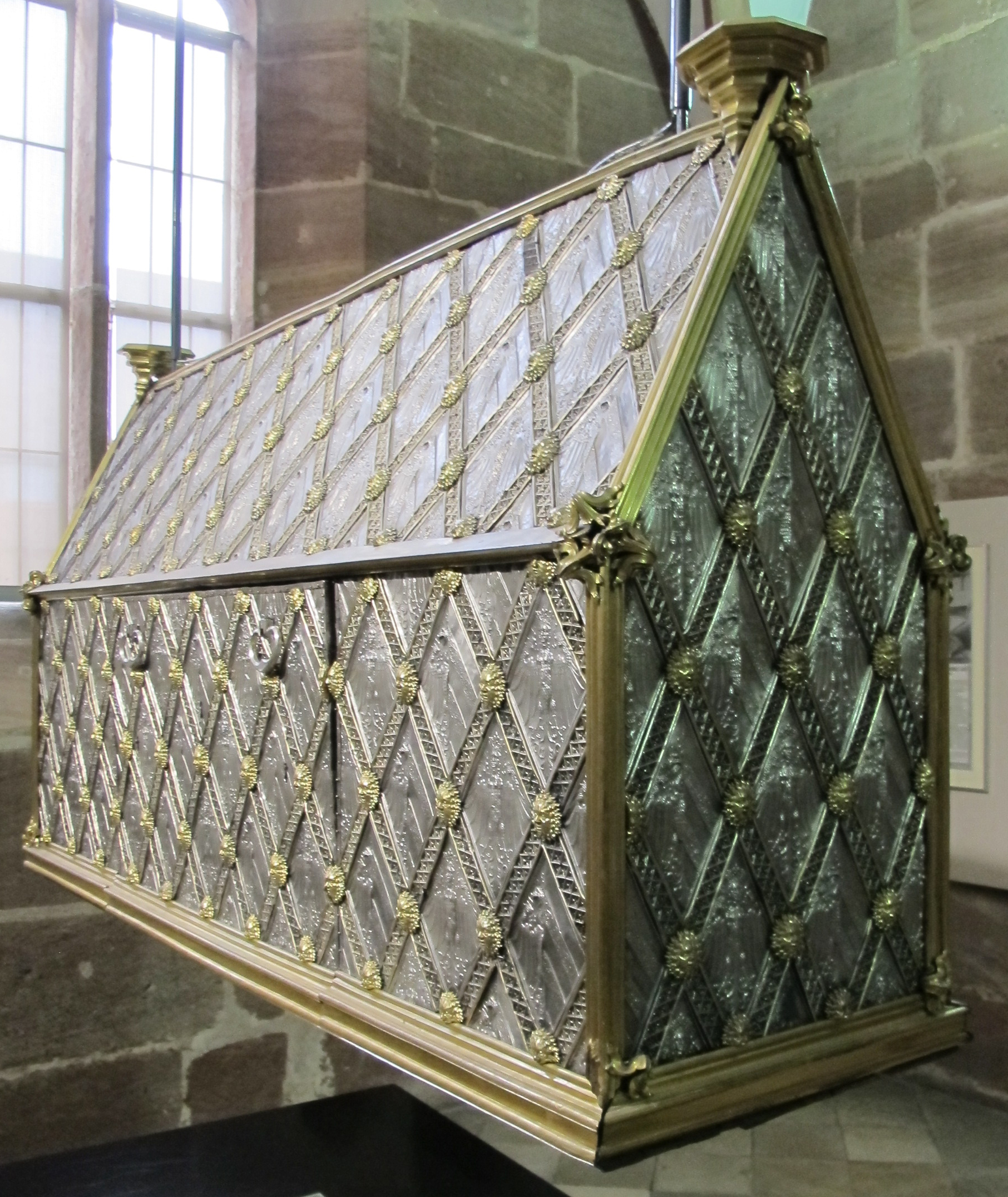
聖遺物箱, 1440年
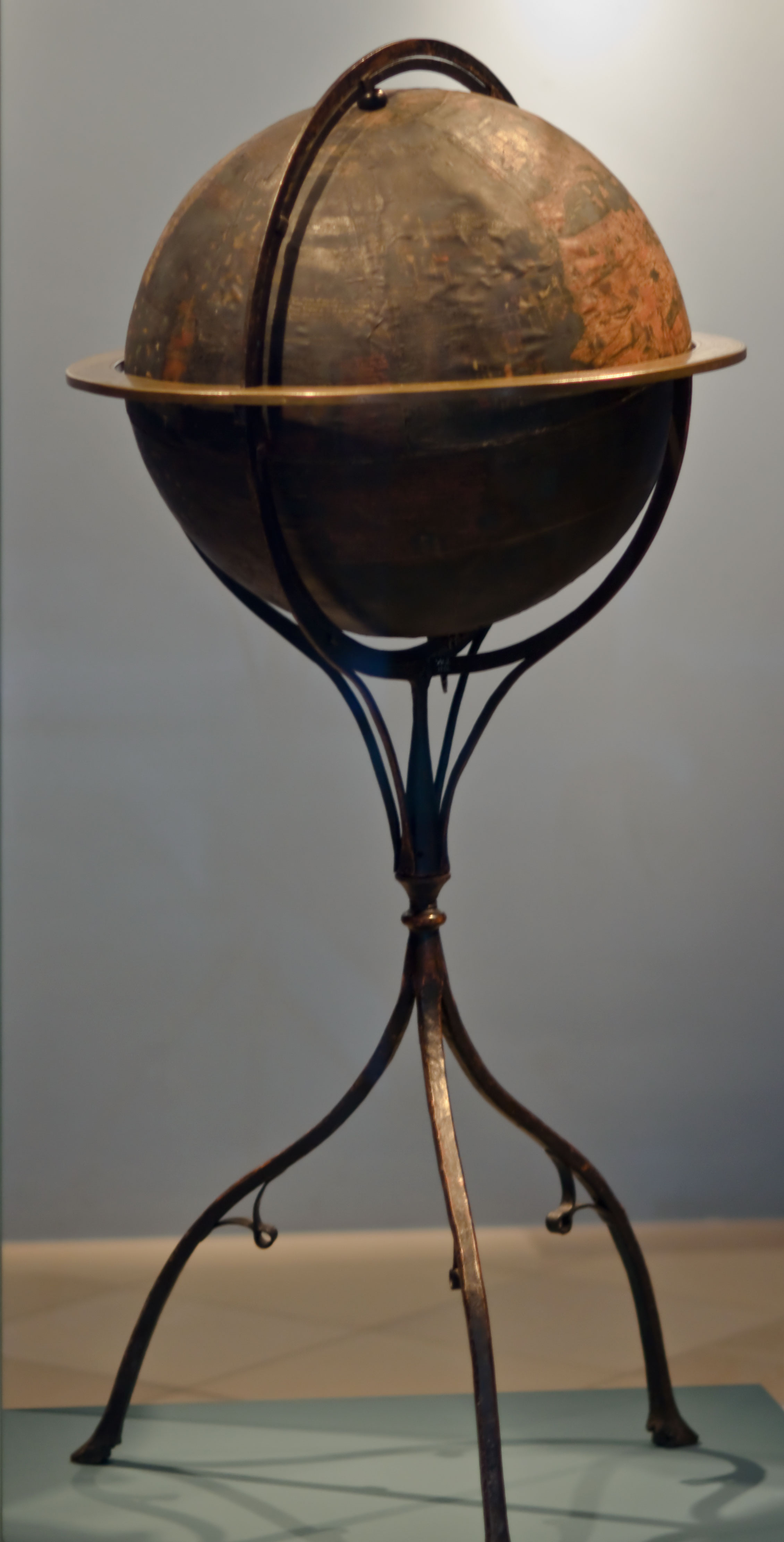
Erdapfel、マルティン・ベハイム 世界最古の地球儀, 1492年-1494年
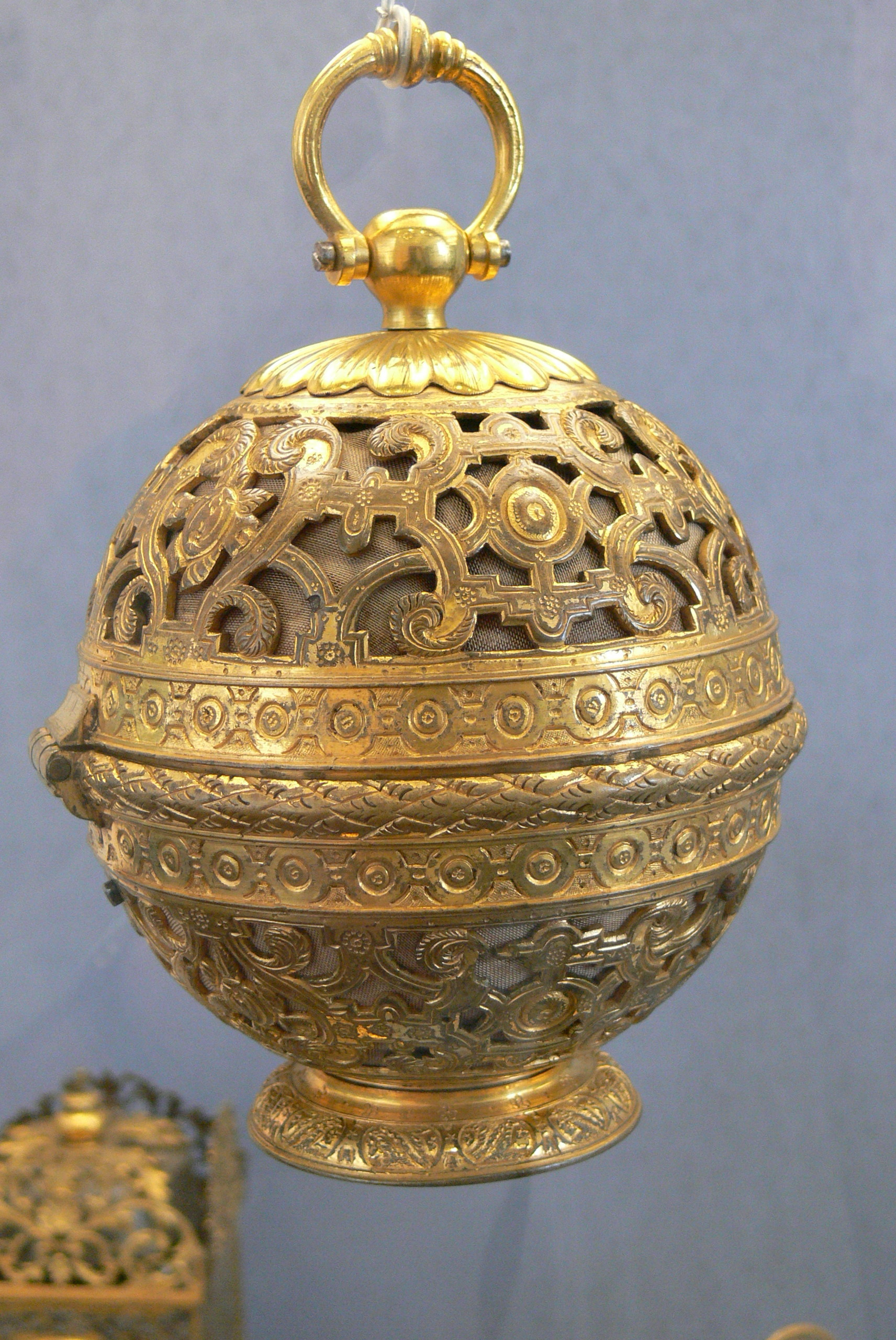
Spherical clock
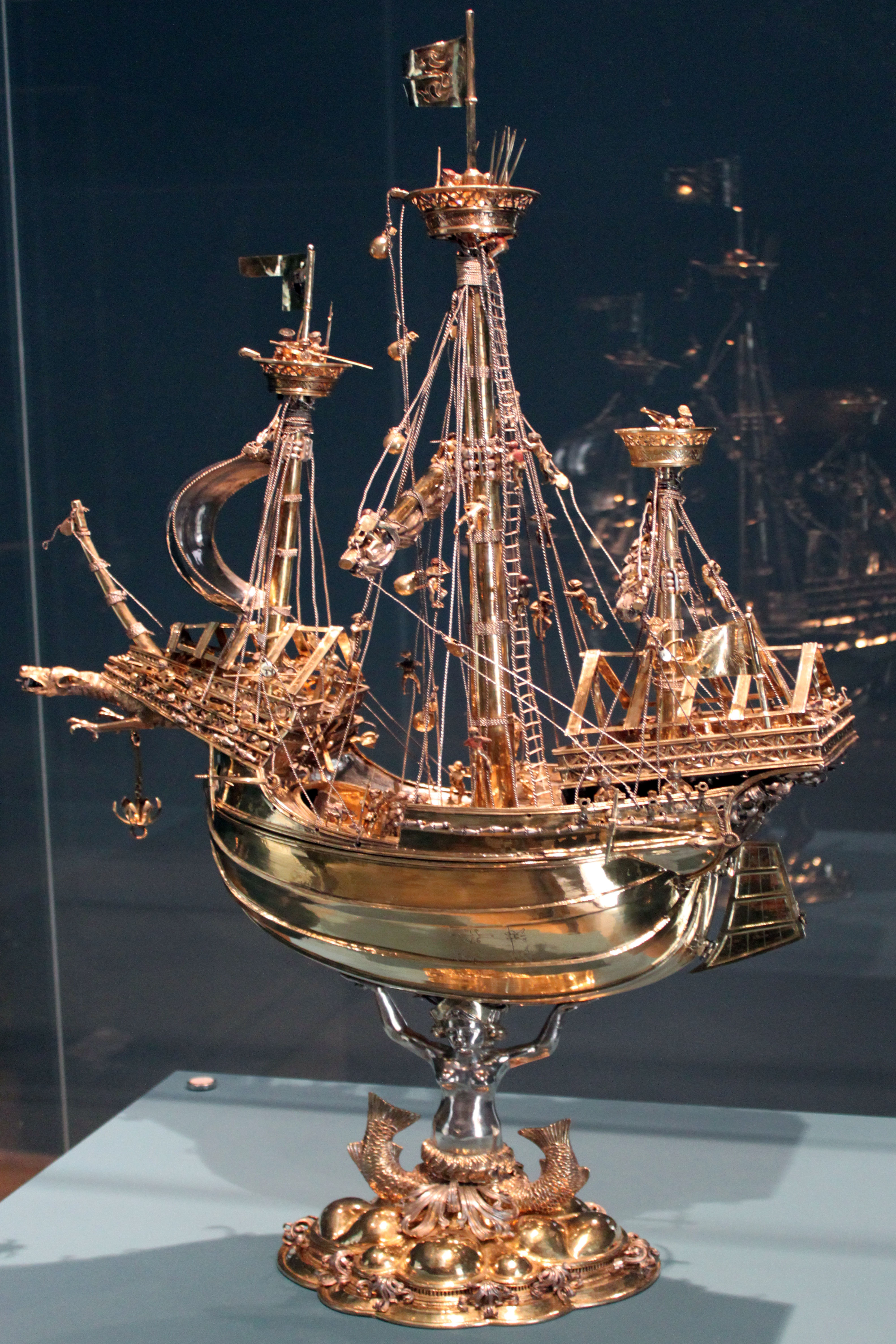
Schlüsselfelder Ship, 1502年-1504年
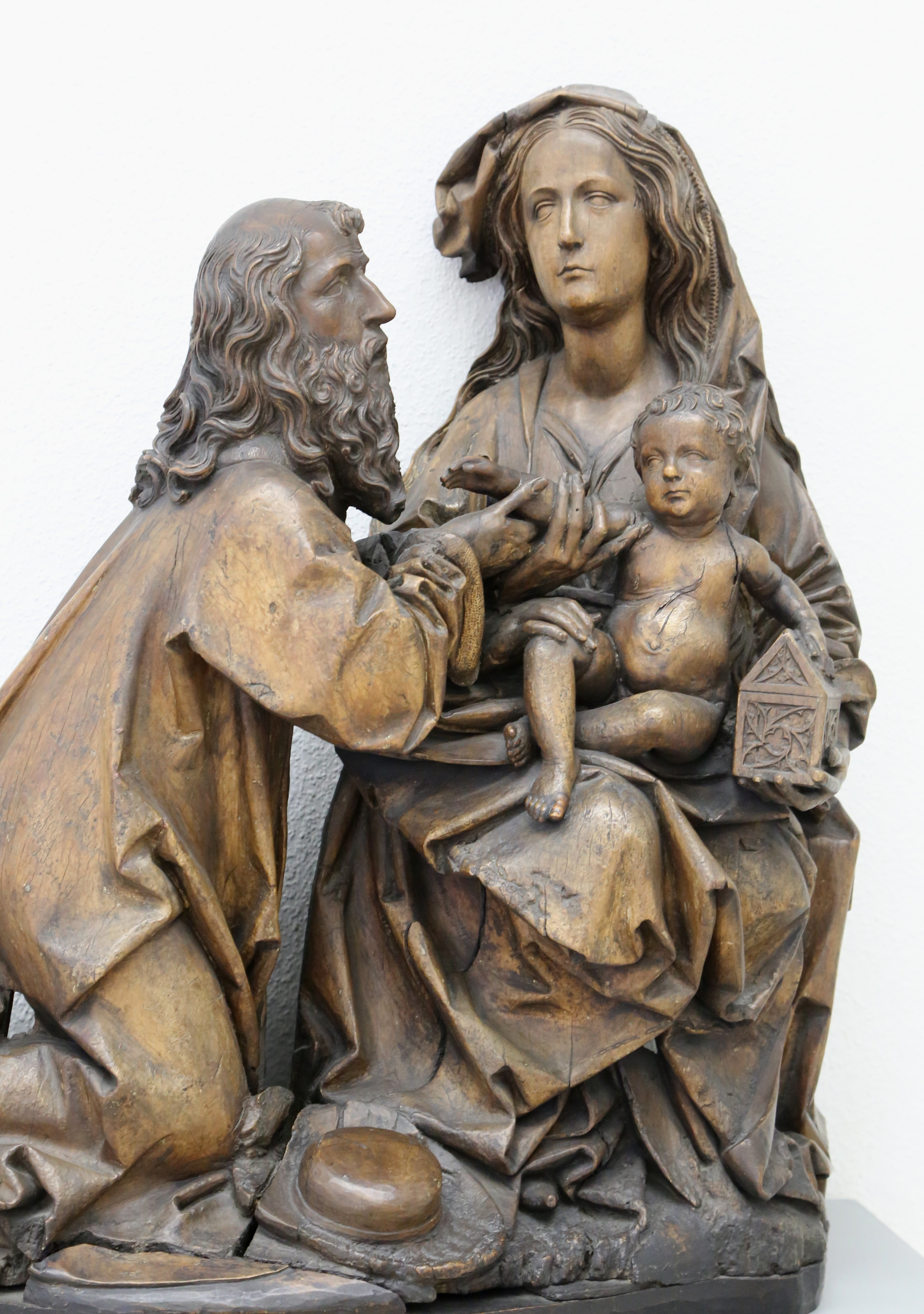
東方三博士の礼拝 ティルマン・リーメンシュナイダー, 1490年頃
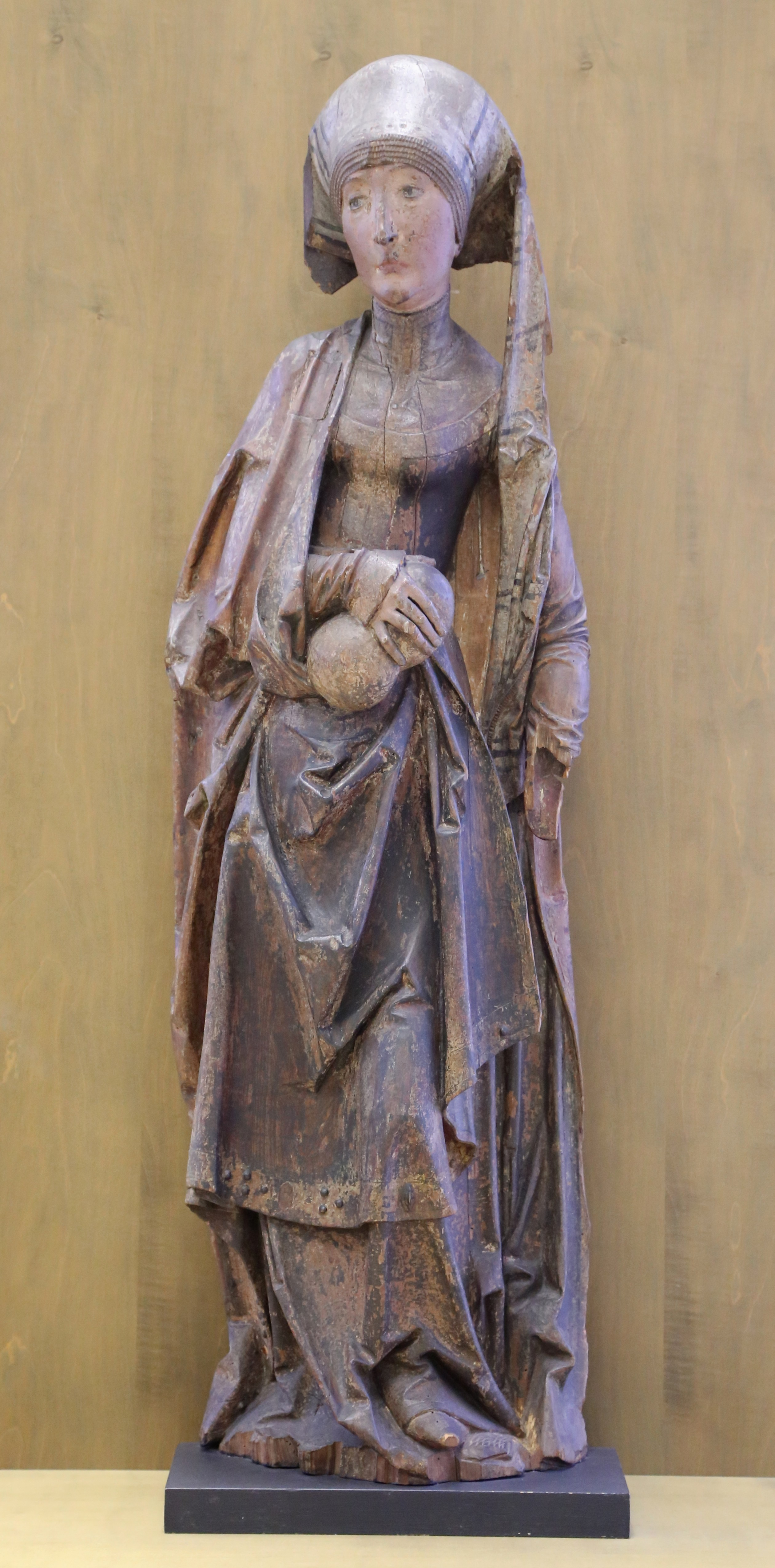
聖エルジェーベト ティルマン・リーメンシュナイダー, 1510年頃
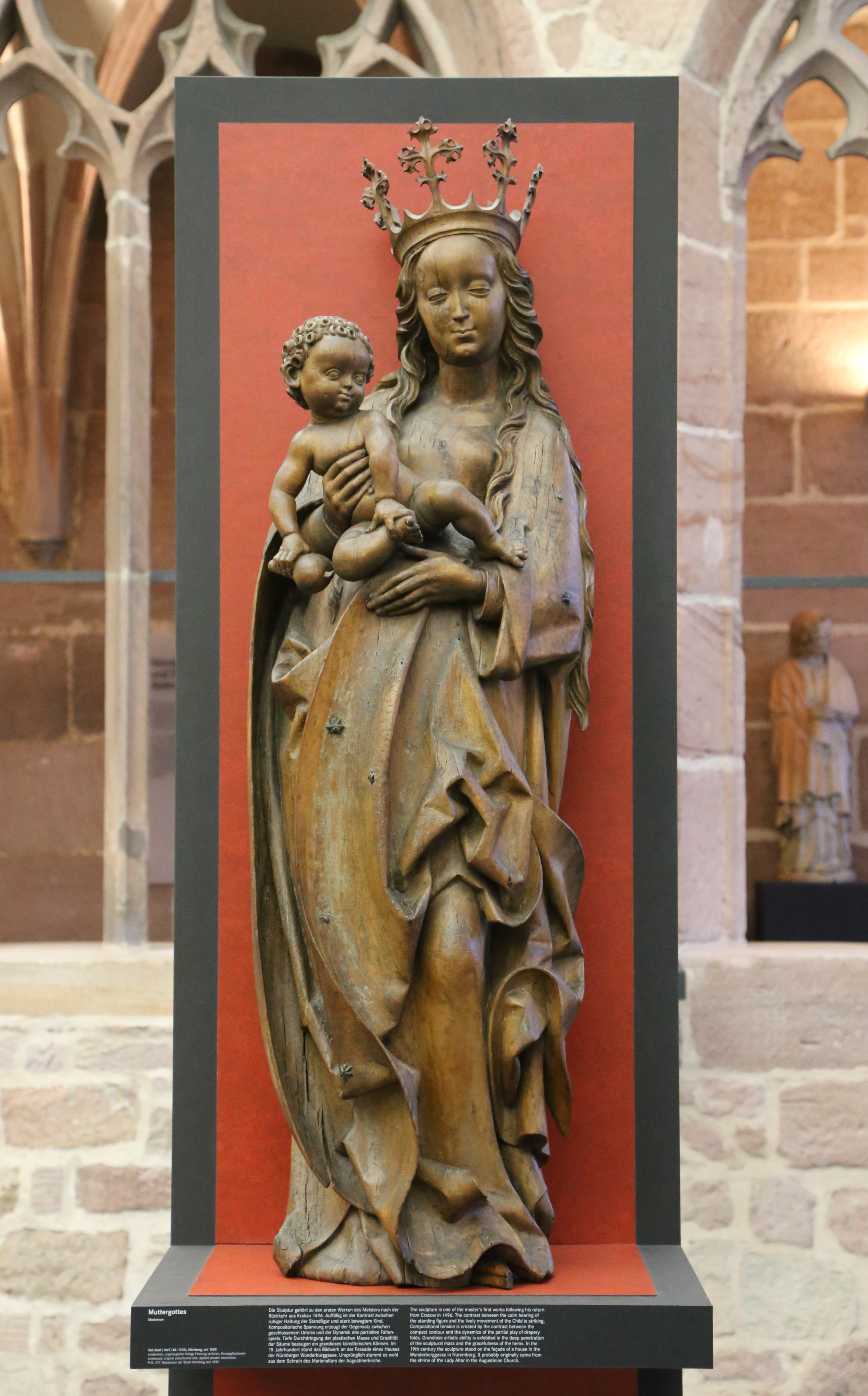
Mother of God, ファイト・シュトース, 1500年頃
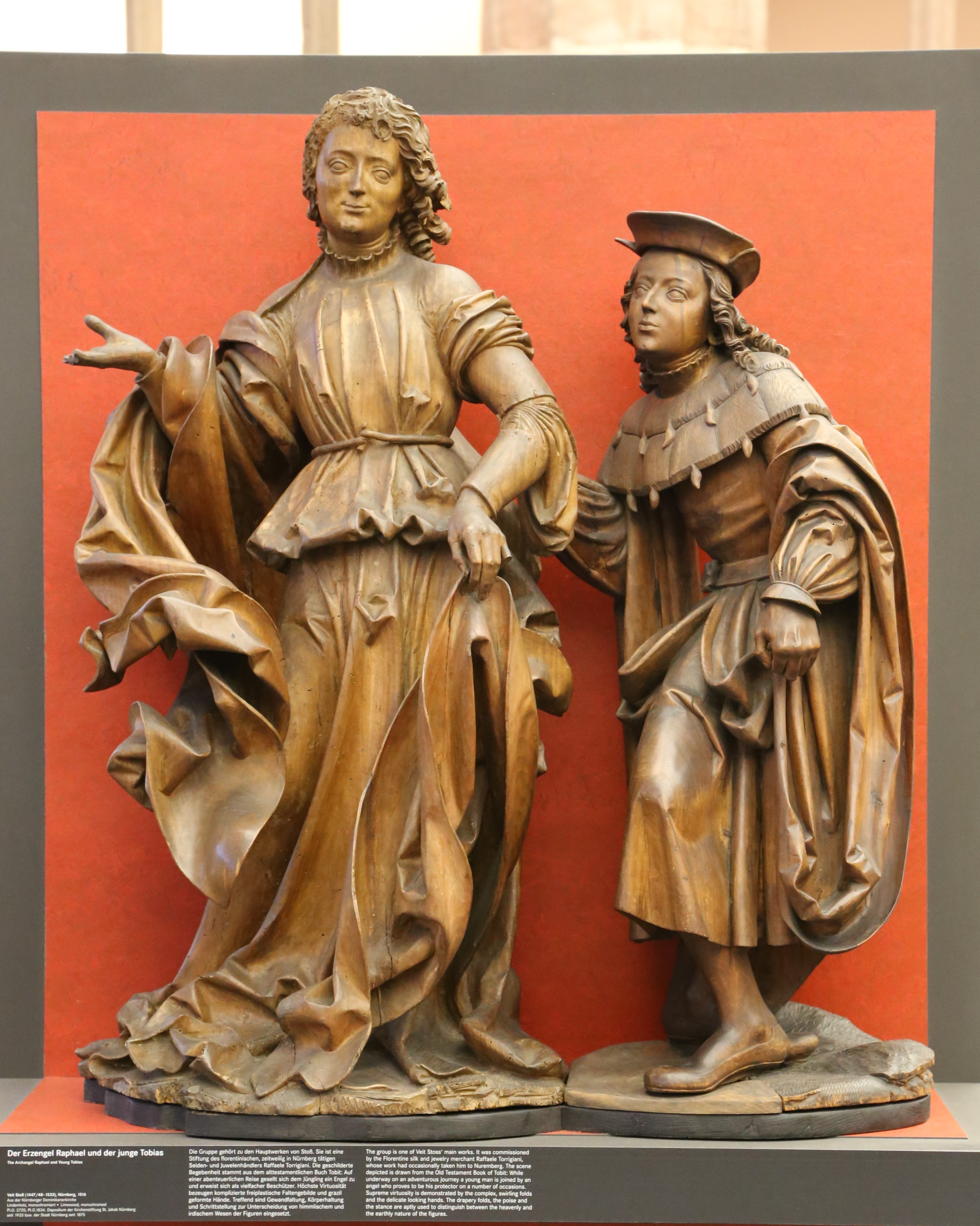
大天使ラファエルとトビアス ファイト・シュトース, 1516年
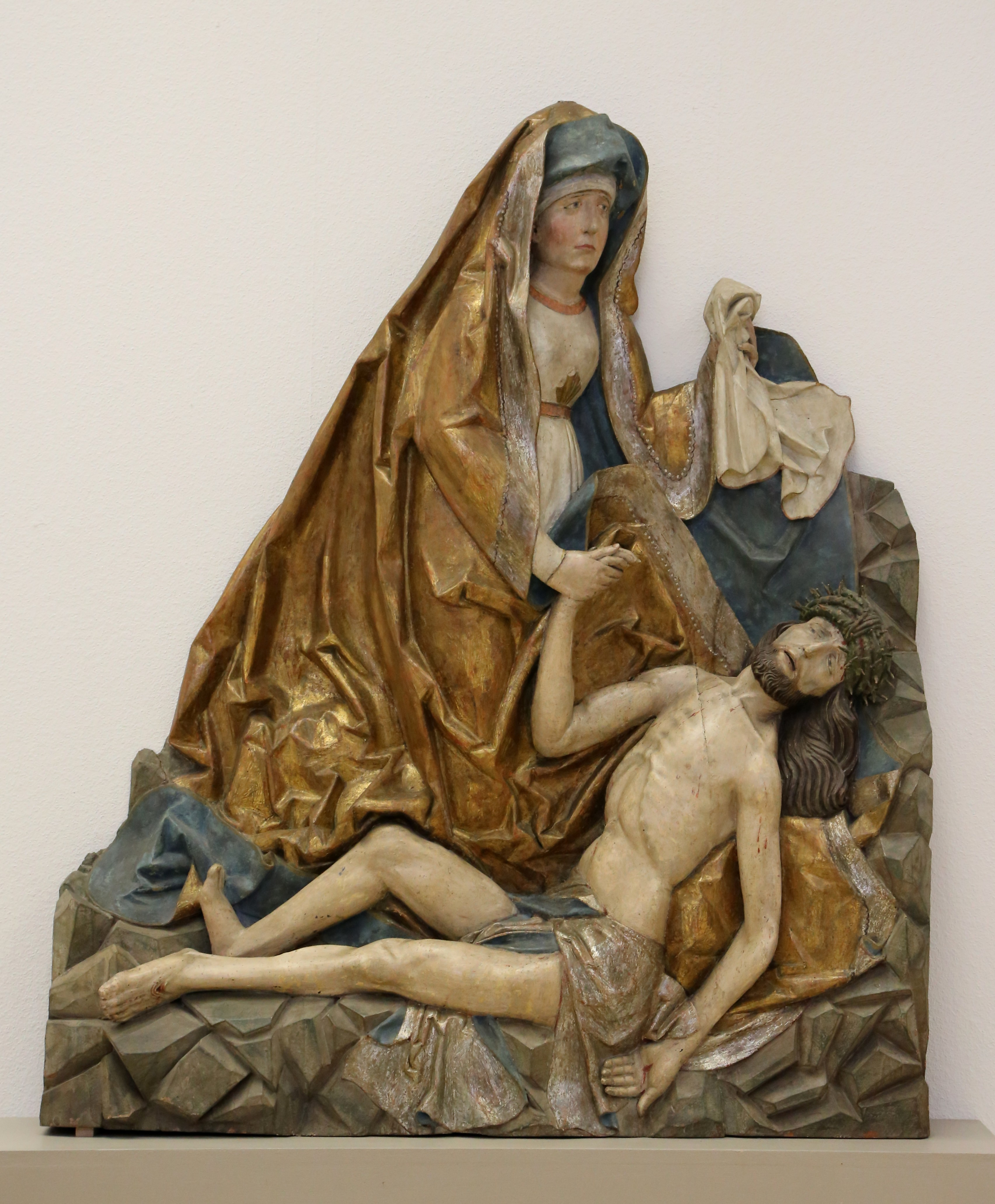
Pietà, Philipp Koch, 1502年-1503年頃
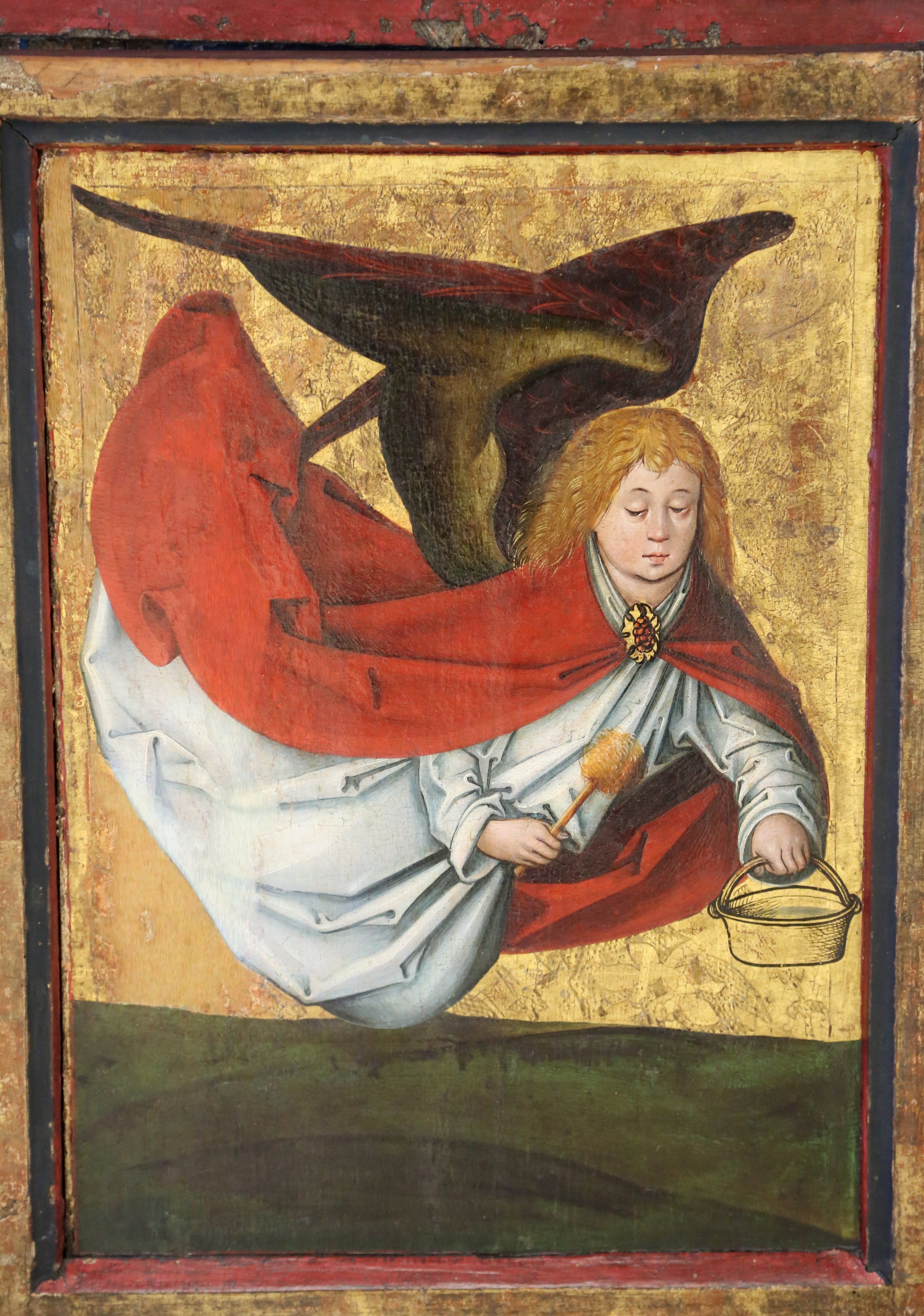
祭壇画, 1500年頃, detail
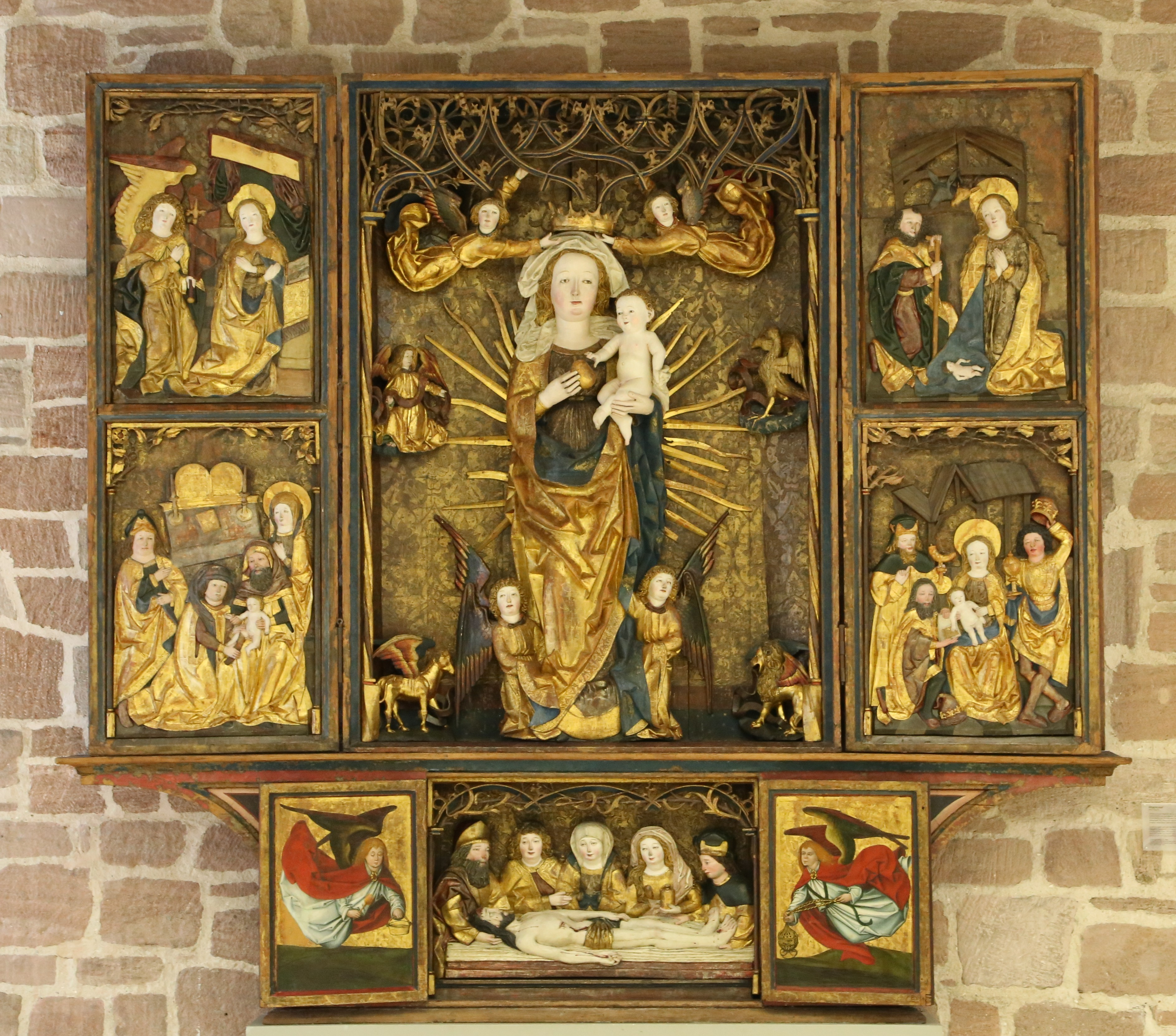
祭壇画, 1500年頃
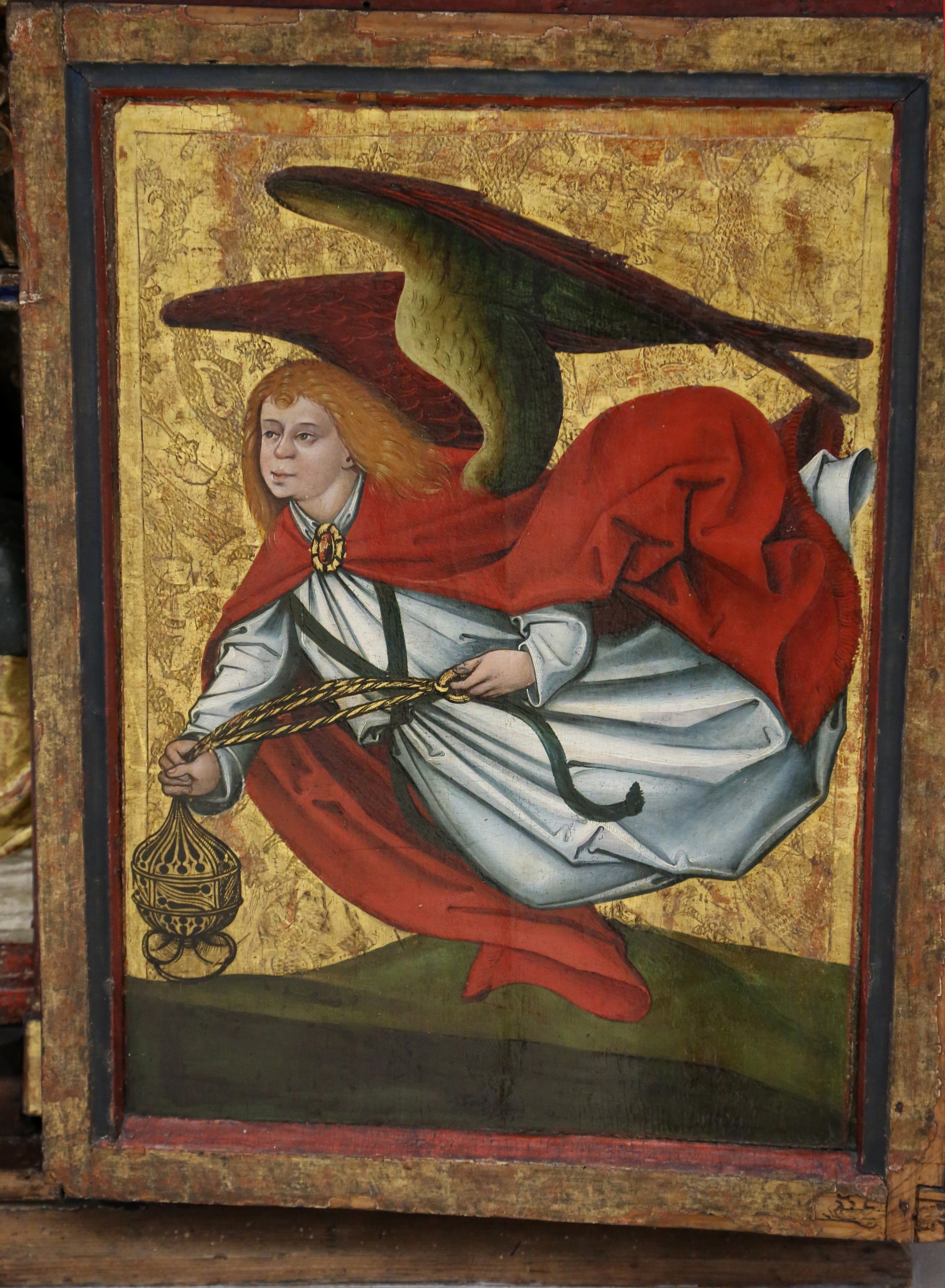
祭壇画, 1500年頃, detail
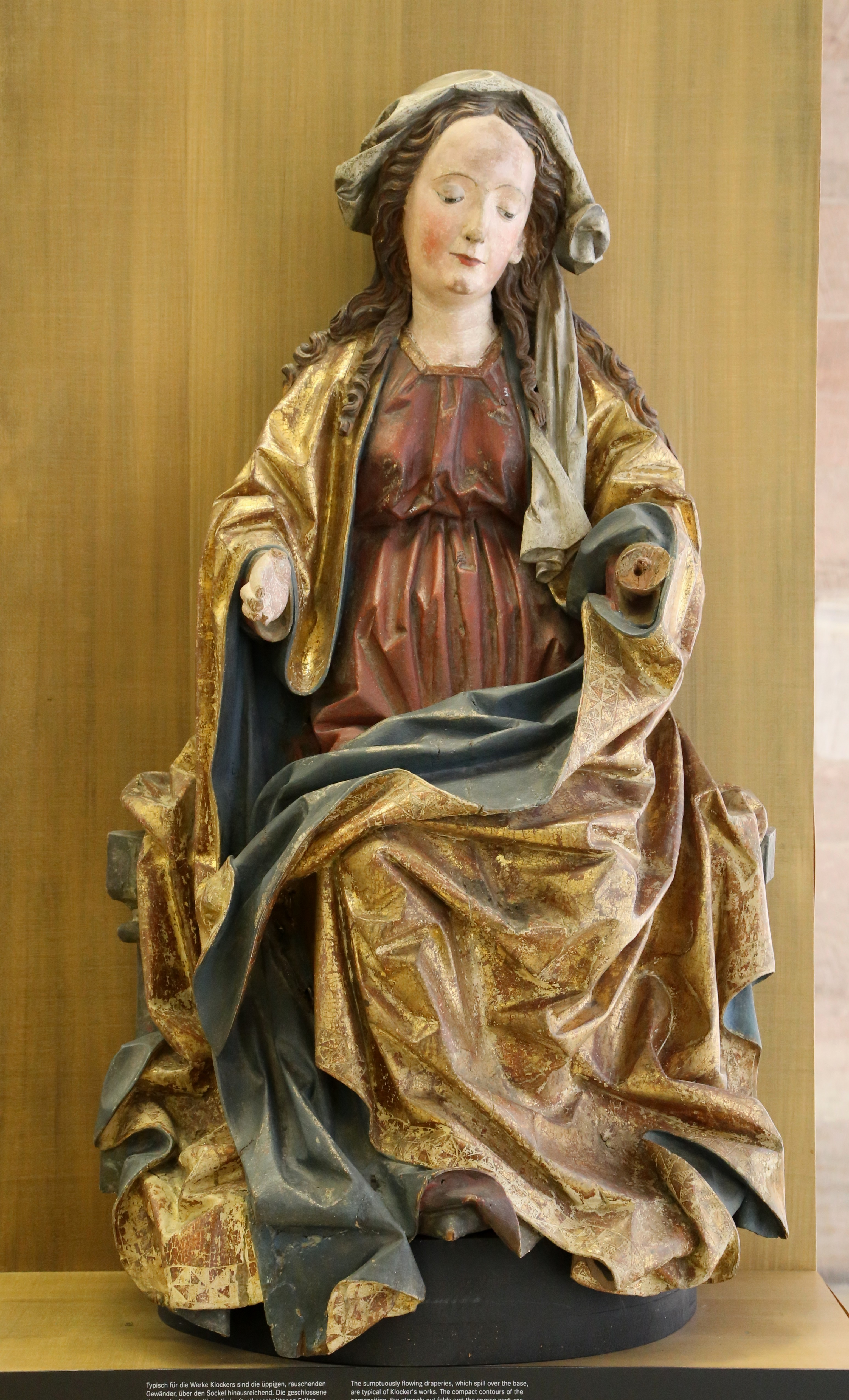
Mother of God, Hans Klocker, 1495年頃
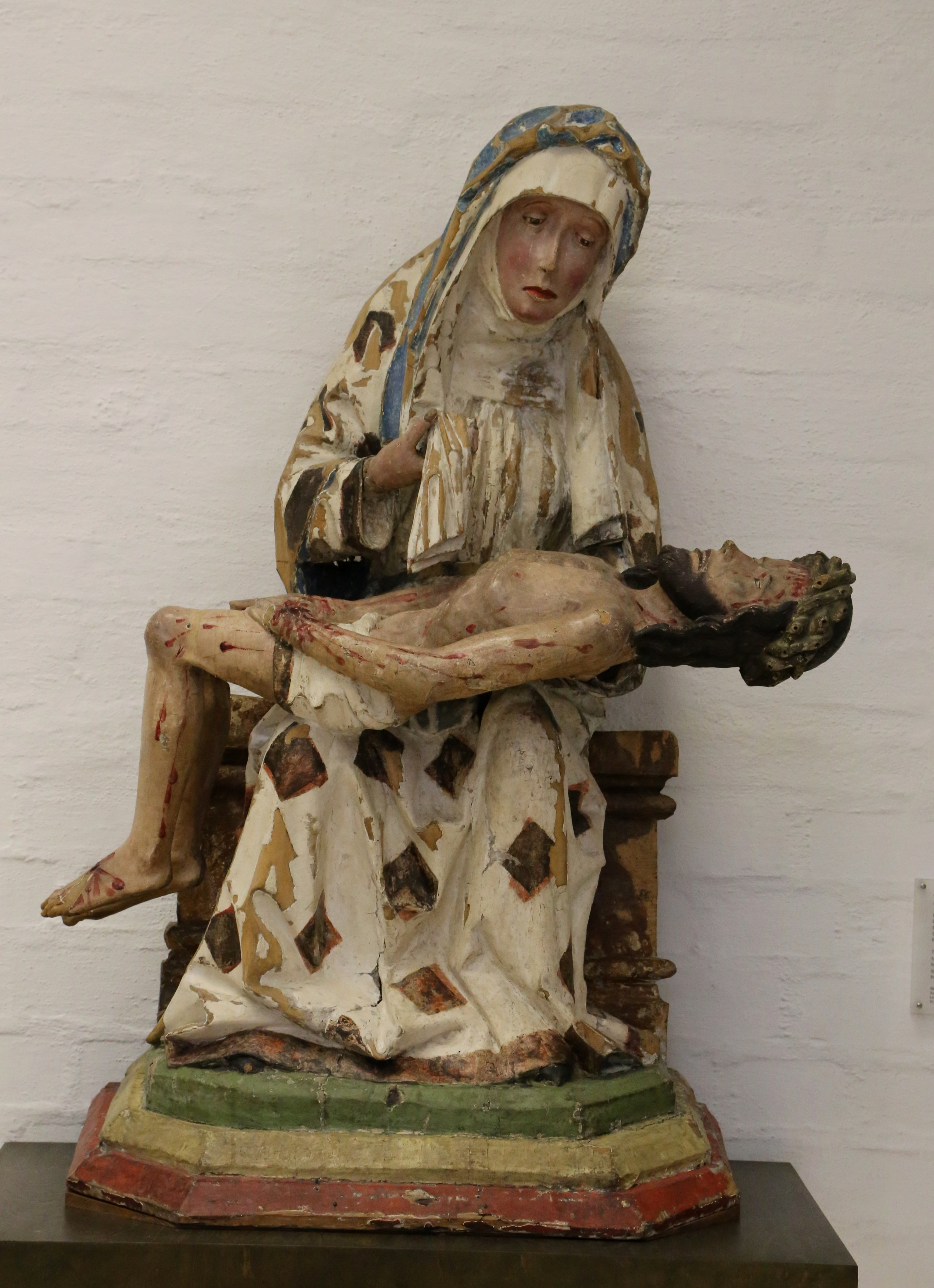
Pietà, 1490年頃
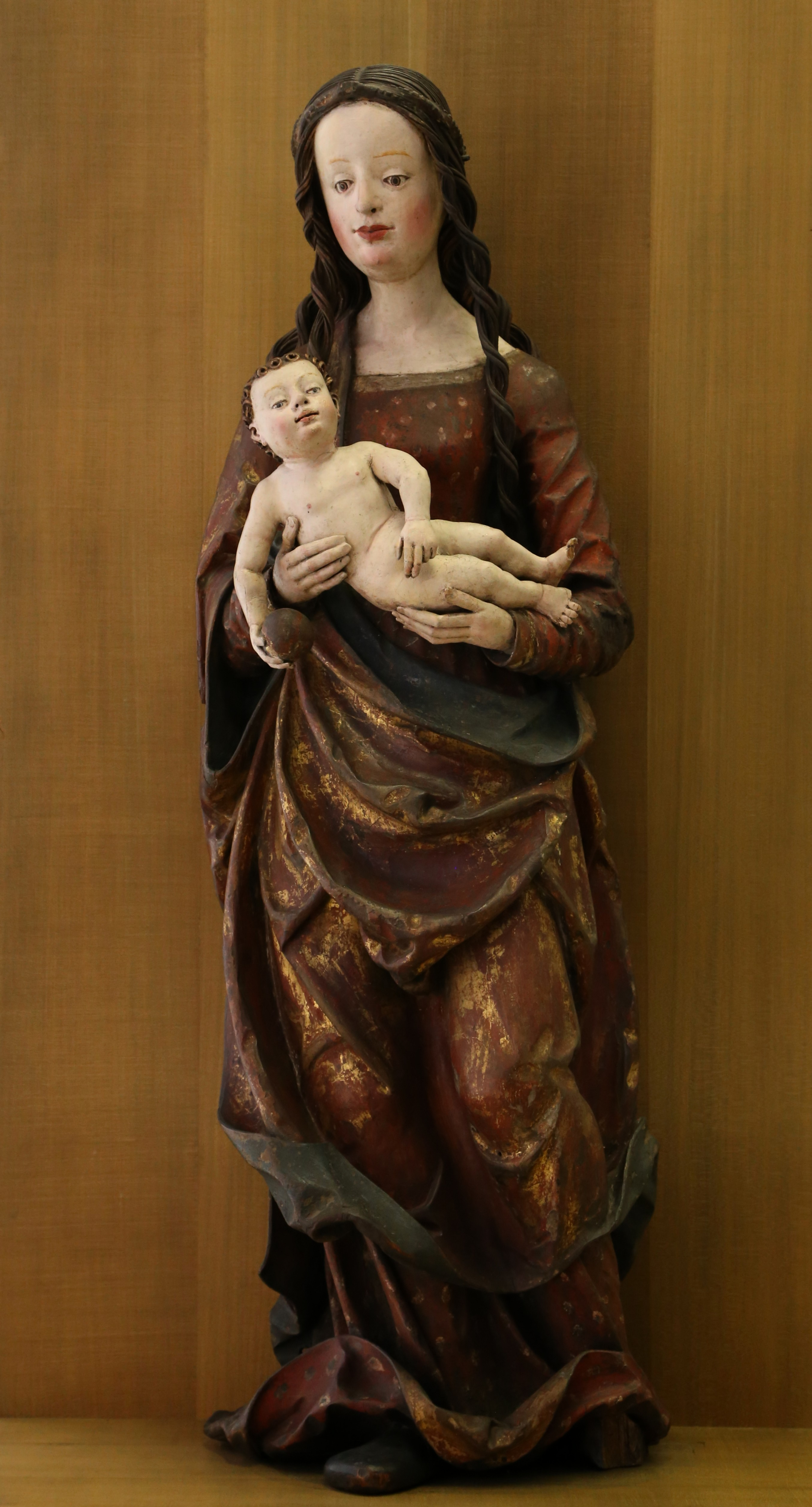
Mother of God, Michael Parth, 1520年頃
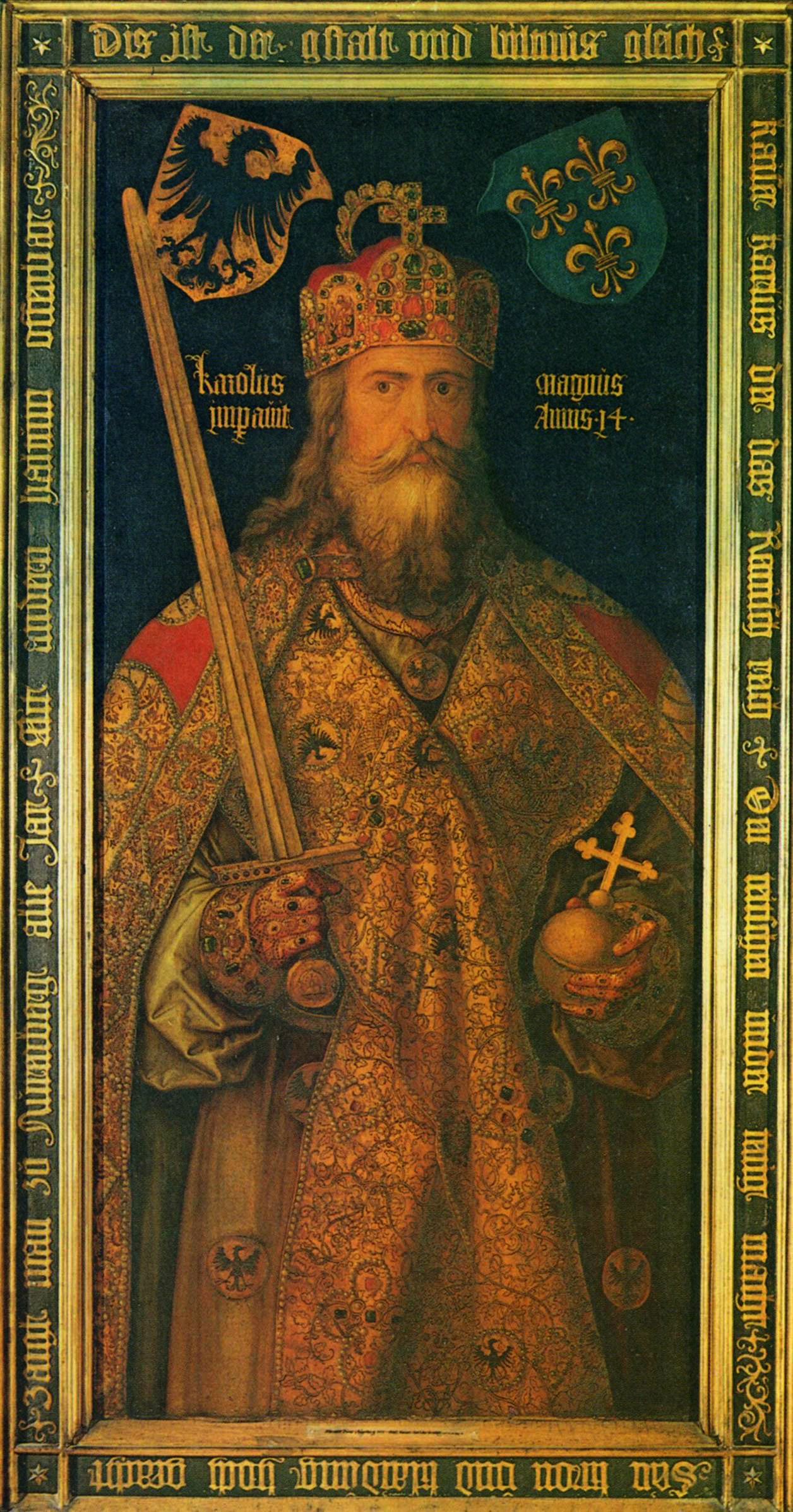
Emperor Charlemagne, アルブレヒト・デューラー, 1511年-1513年
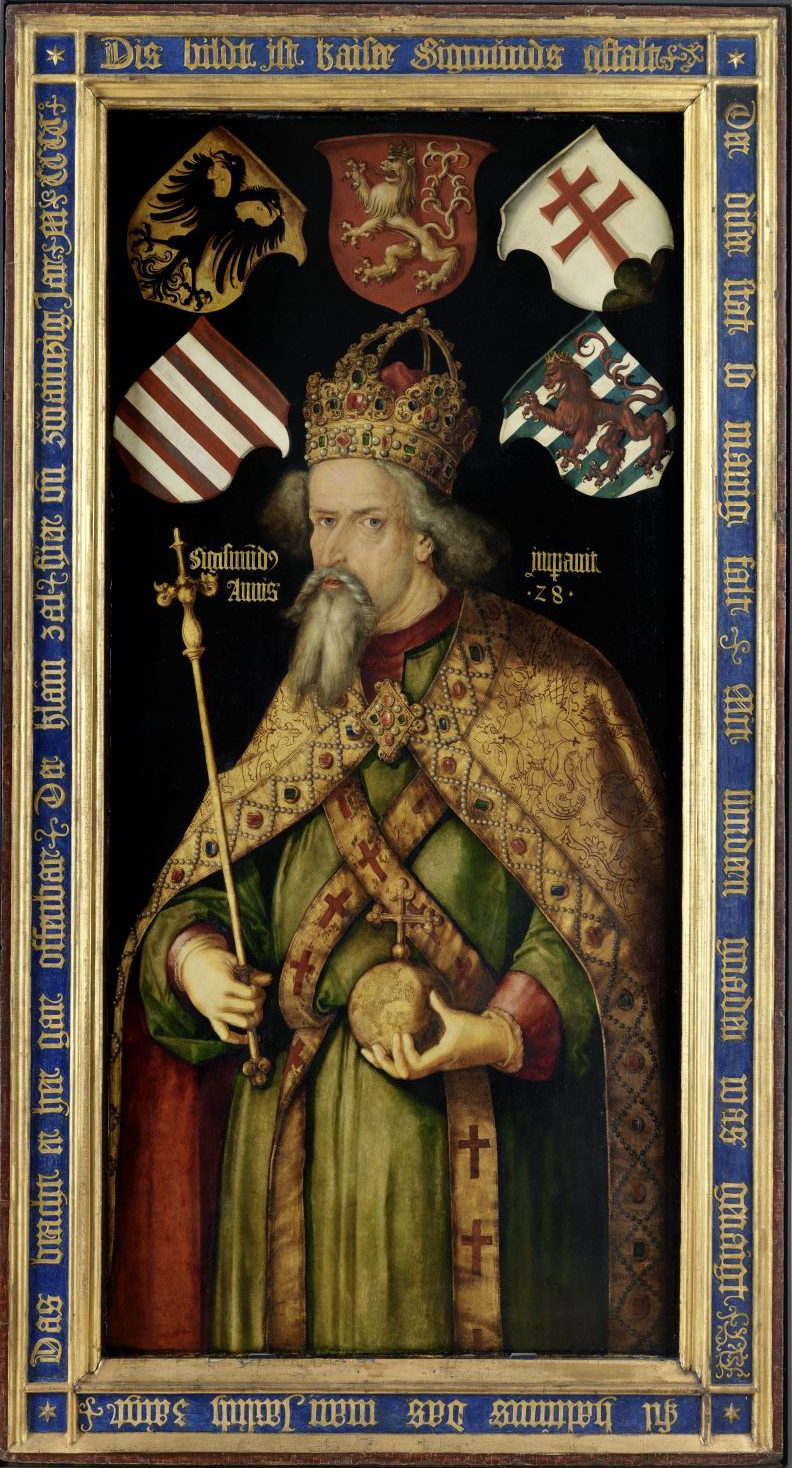
Emperor Sigismund, アルブレヒト・デューラー, 1509-1516年
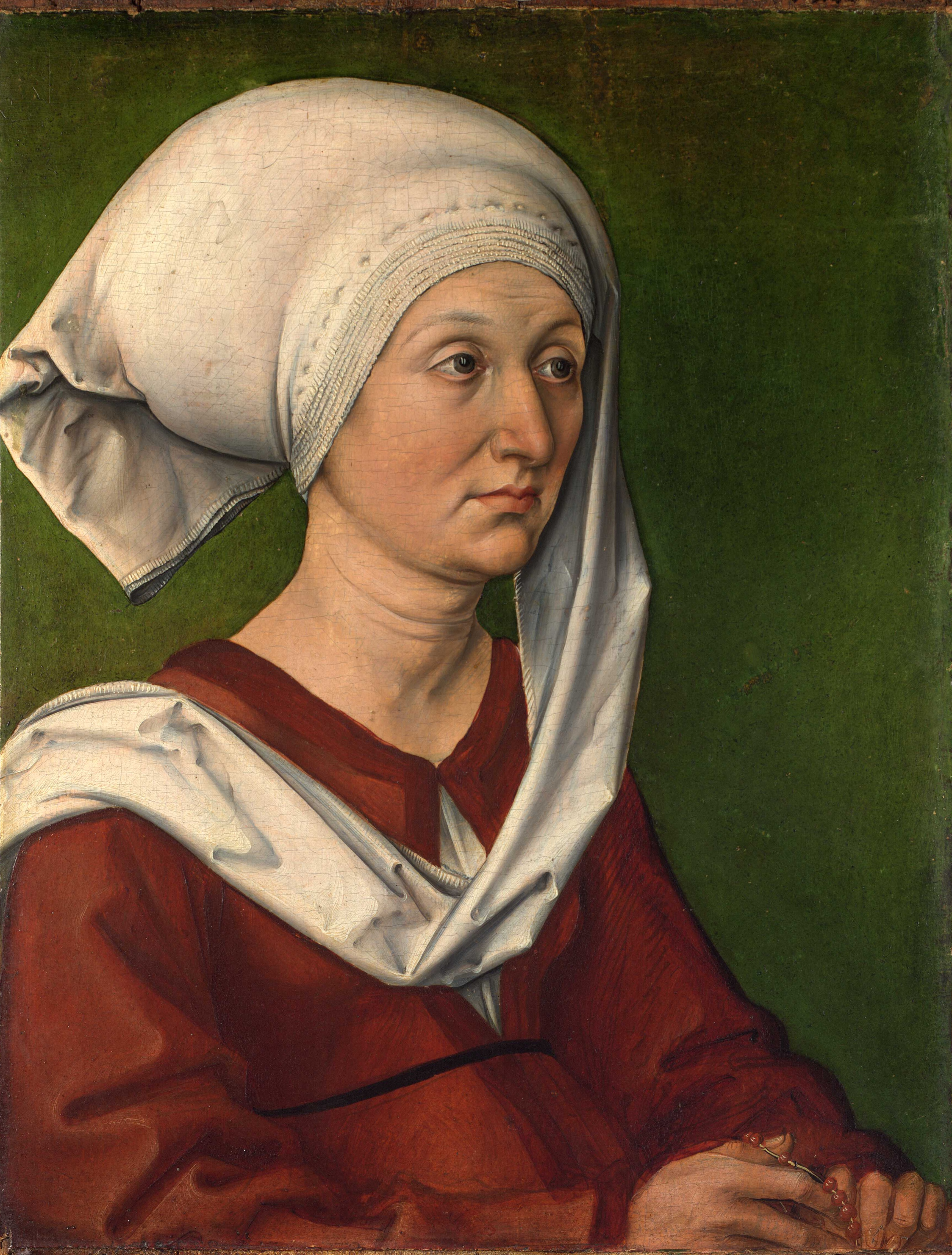
Portrait of Barbara Dürer, アルブレヒト・デューラー, c. 1490年
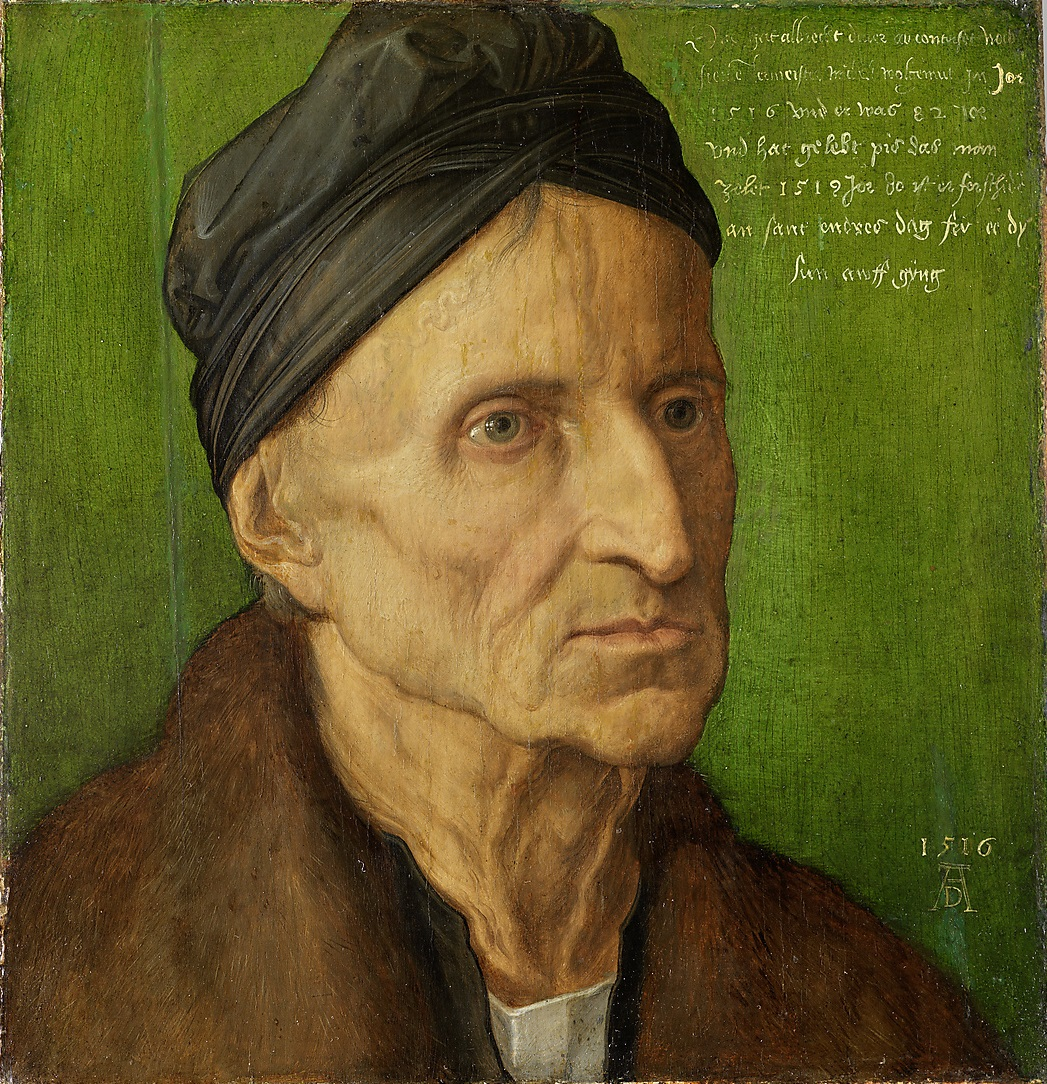
『ミヒャエル・ヴォルゲムートの肖像』, アルブレヒト・デューラー, 1516年
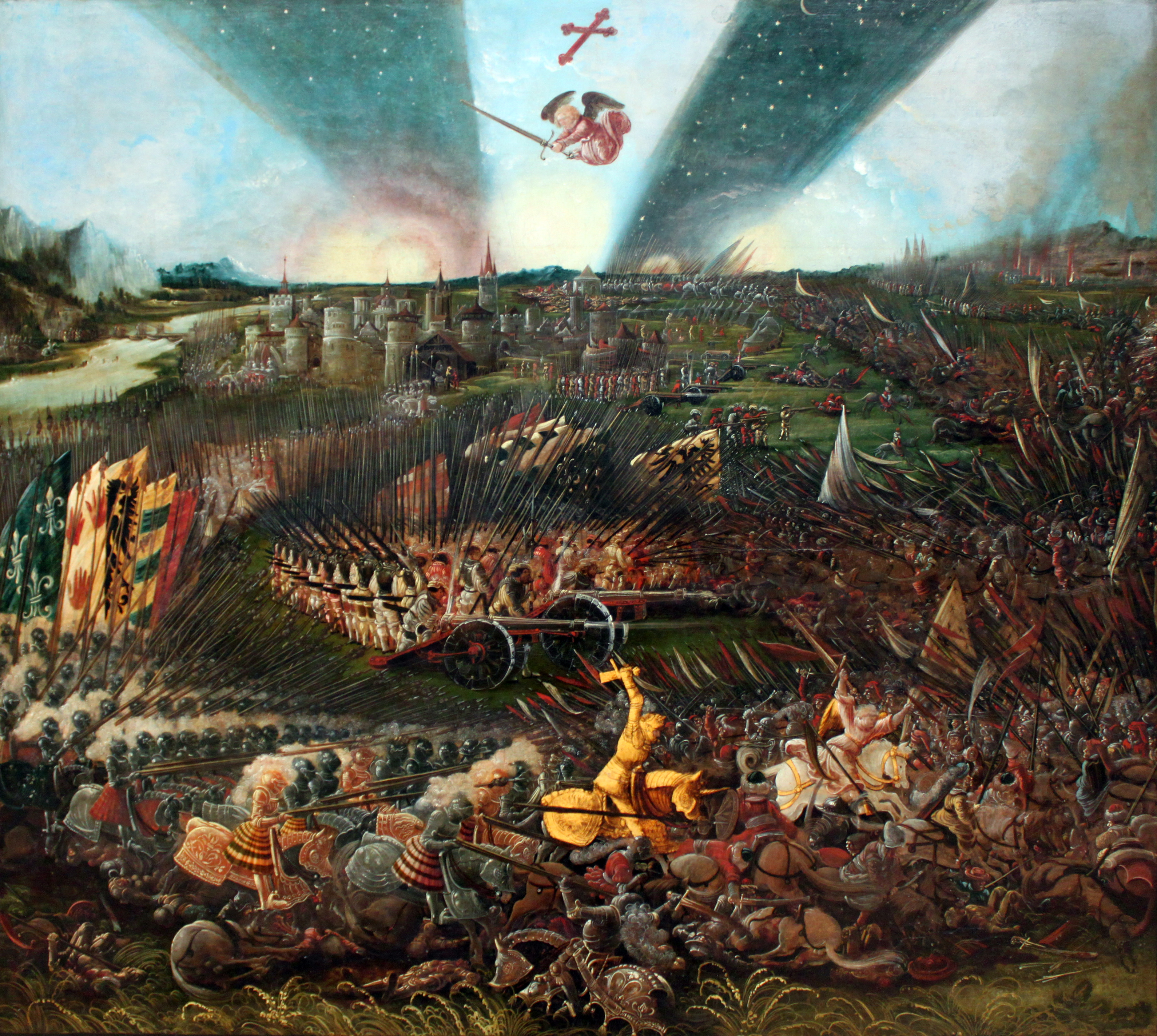
『レーゲンスブルク近郊でのアヴァール人に対するカール大帝の勝利』, アルブレヒト・アルトドルファー, 1518年
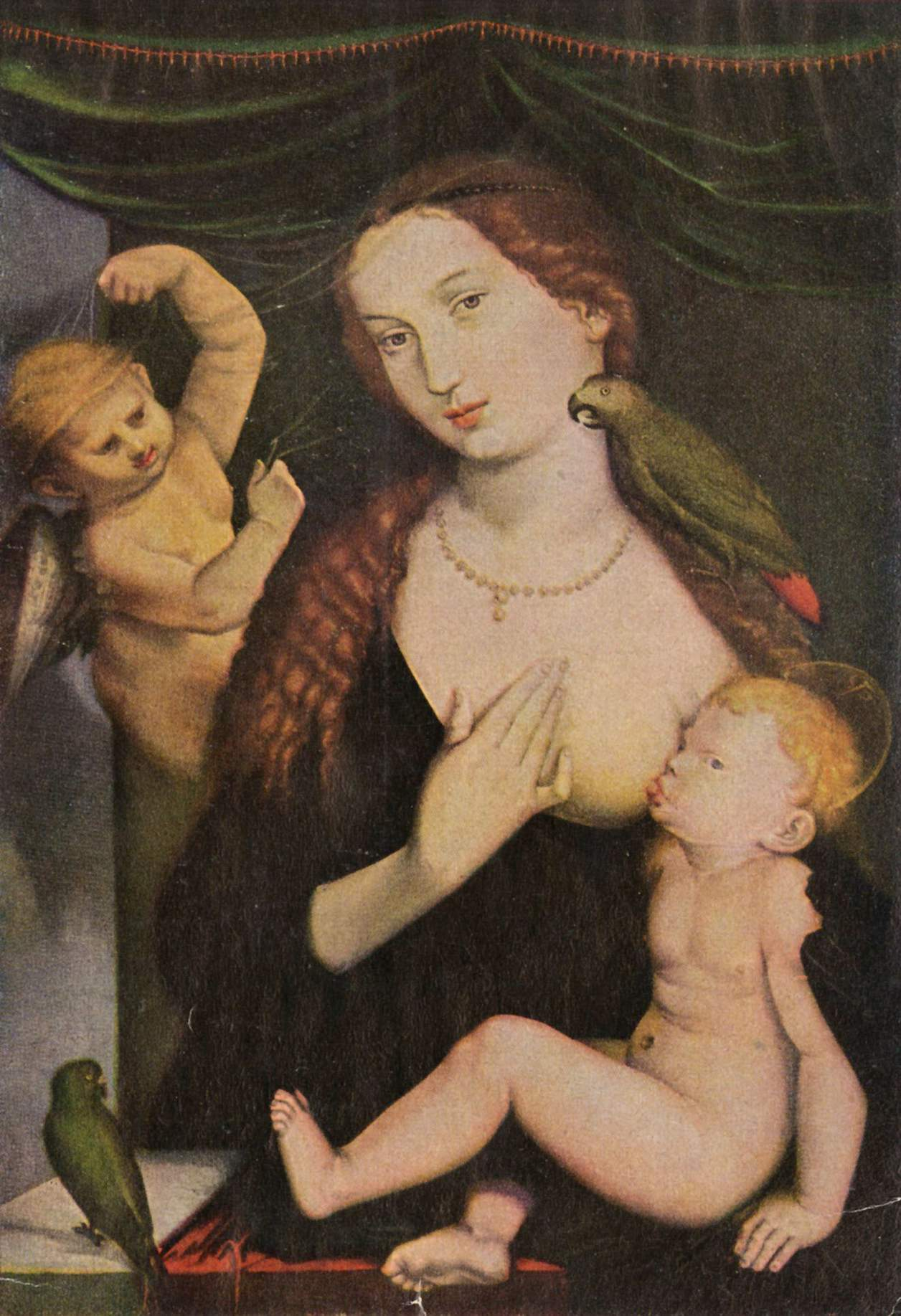
聖母子とオウム, ハンス・バルドゥング, 1533年
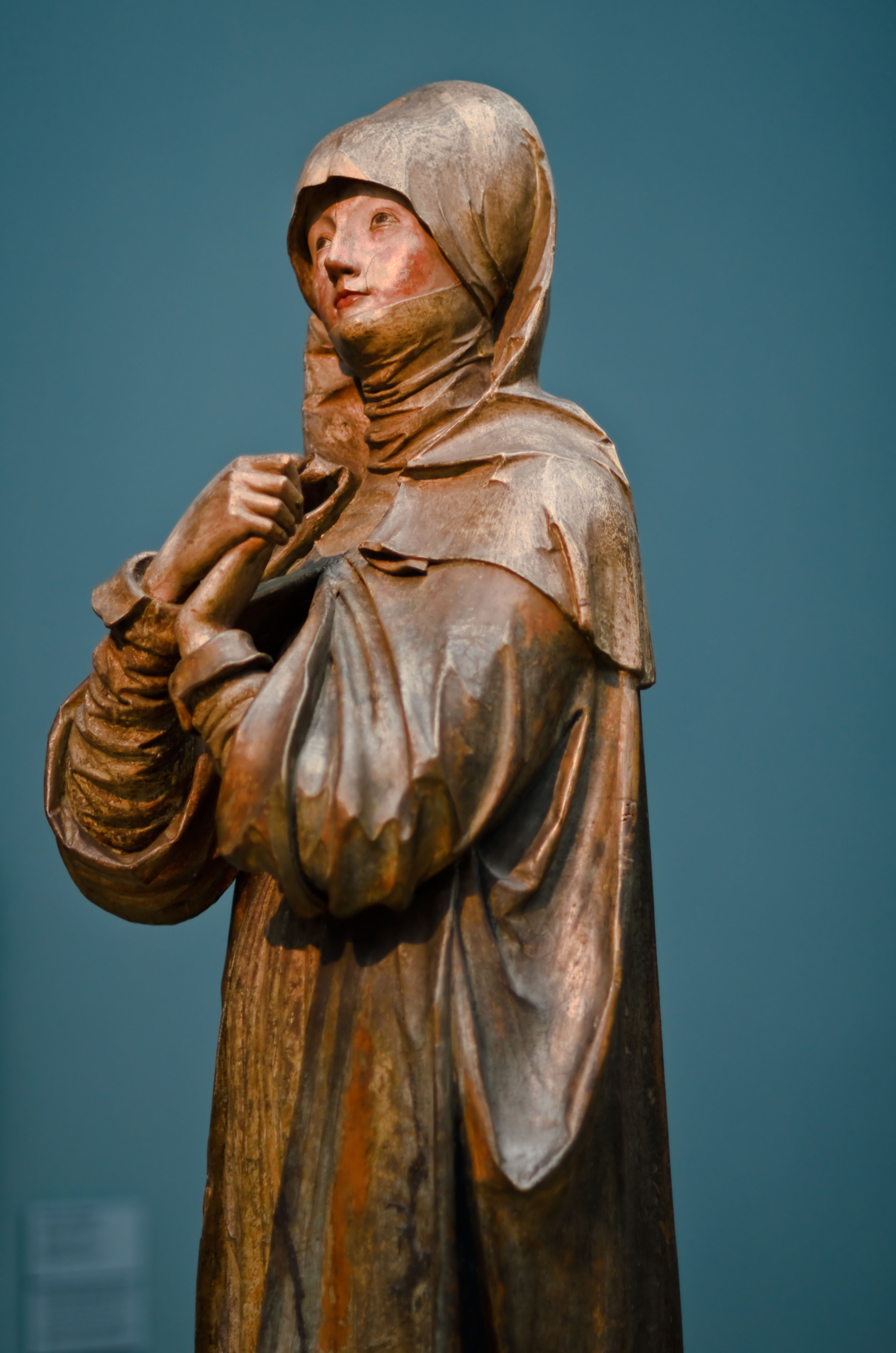
Nuremberg Madonna, 1550年頃
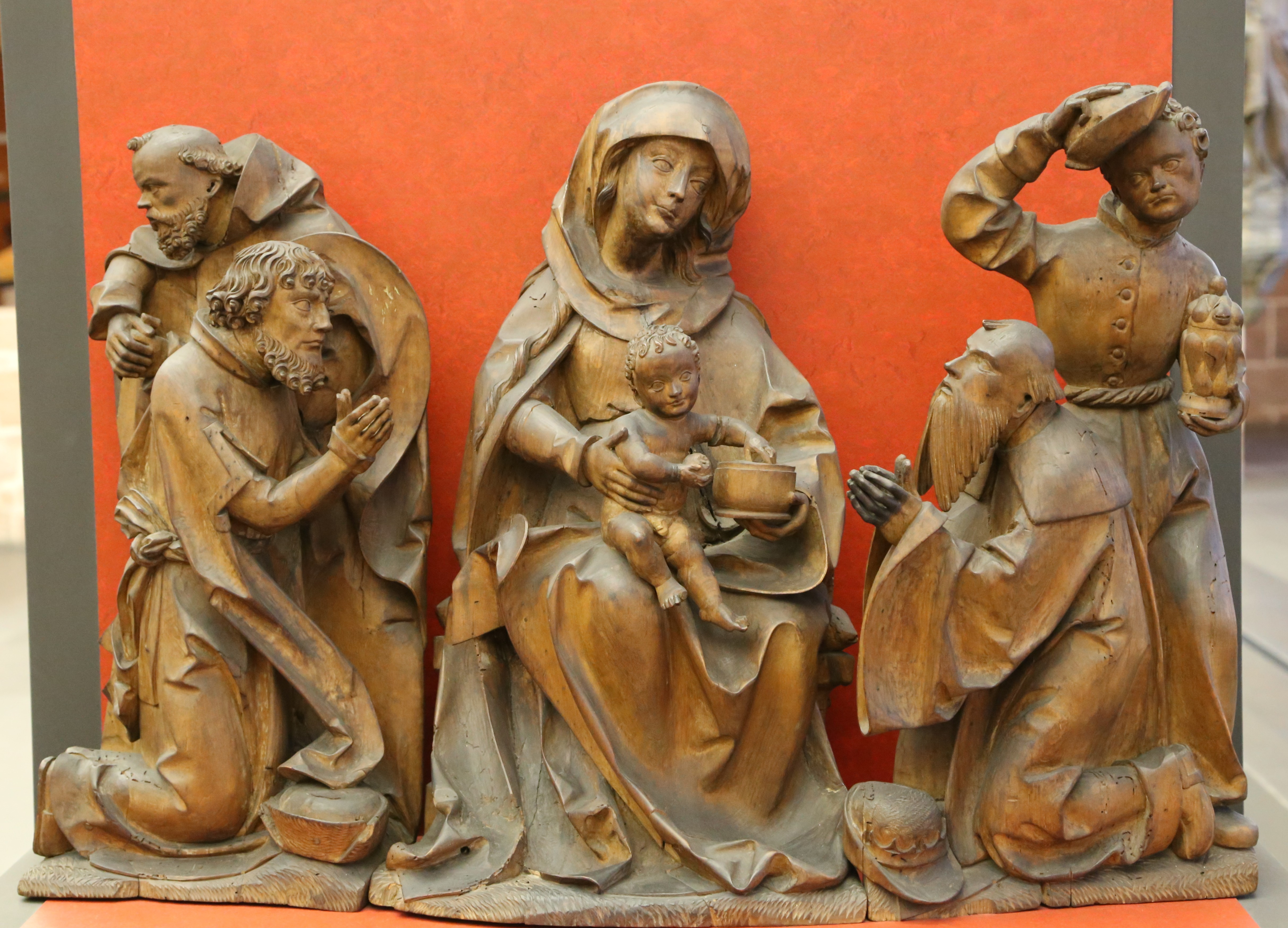
東方三博士の礼拝, 1520年頃
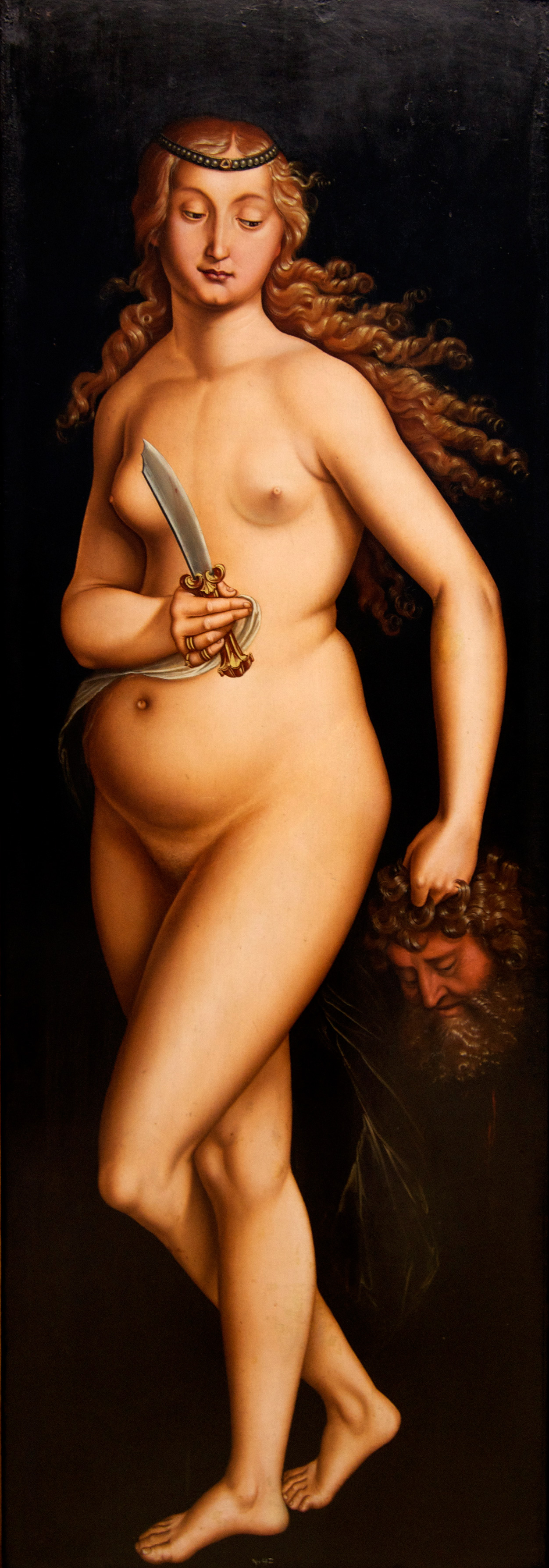
Judith with the Head of Holophernes, ハンス・バルドゥング, 1525年頃
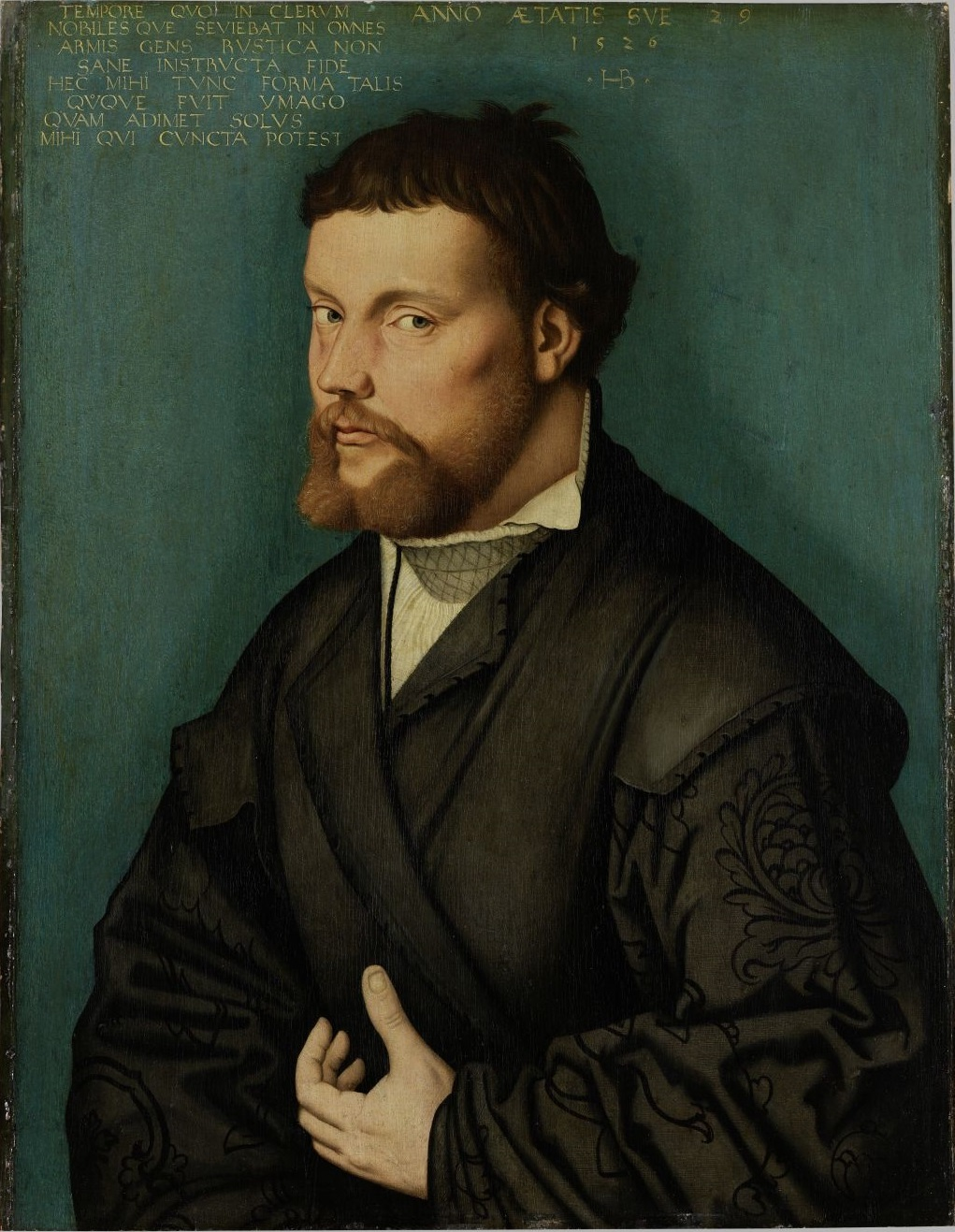
29歳の男の肖像画 (自画像 ?) ハンス・バルドゥング, 1526年
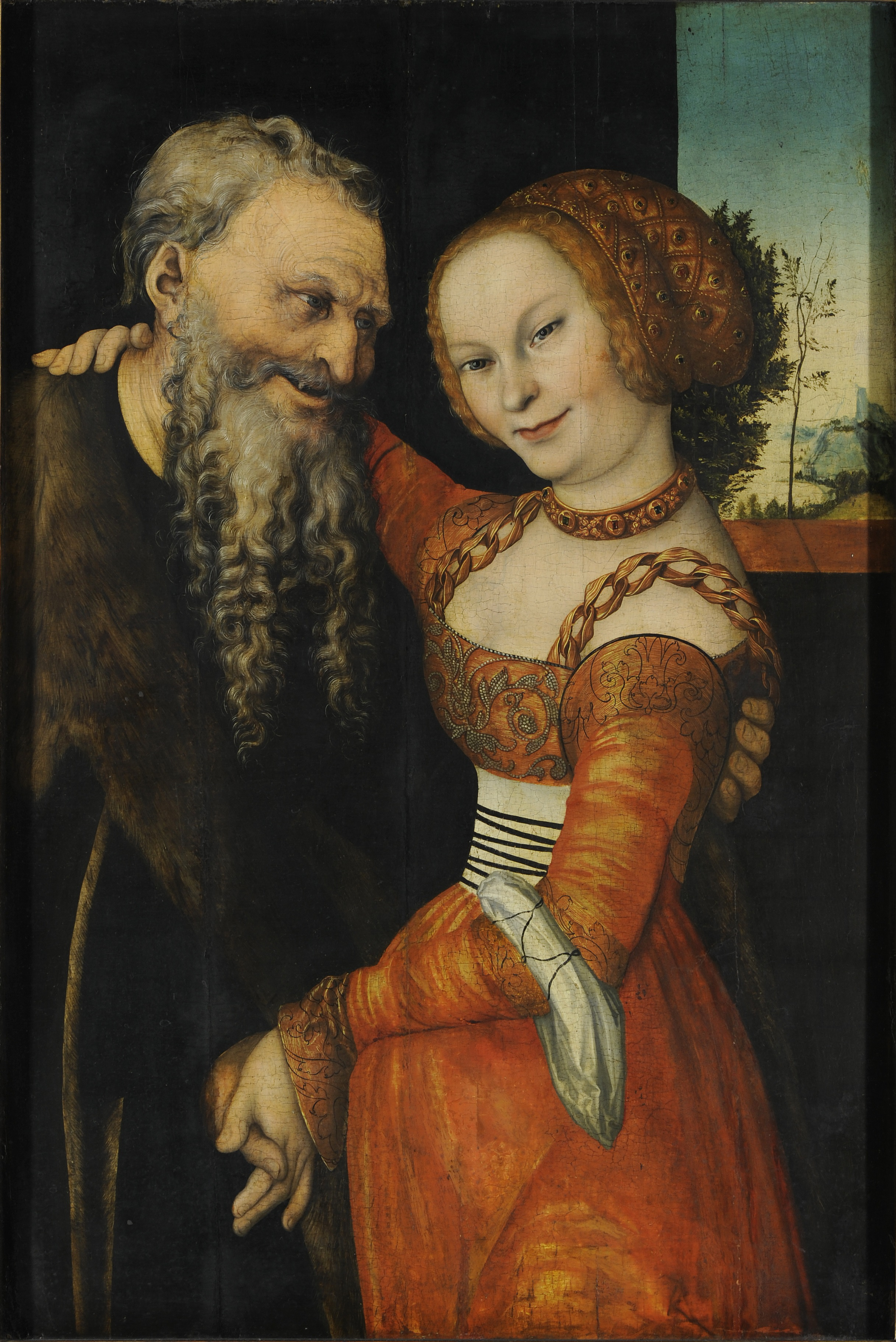
An ill-matched pair, ルーカス・クラナッハ, 1530年頃
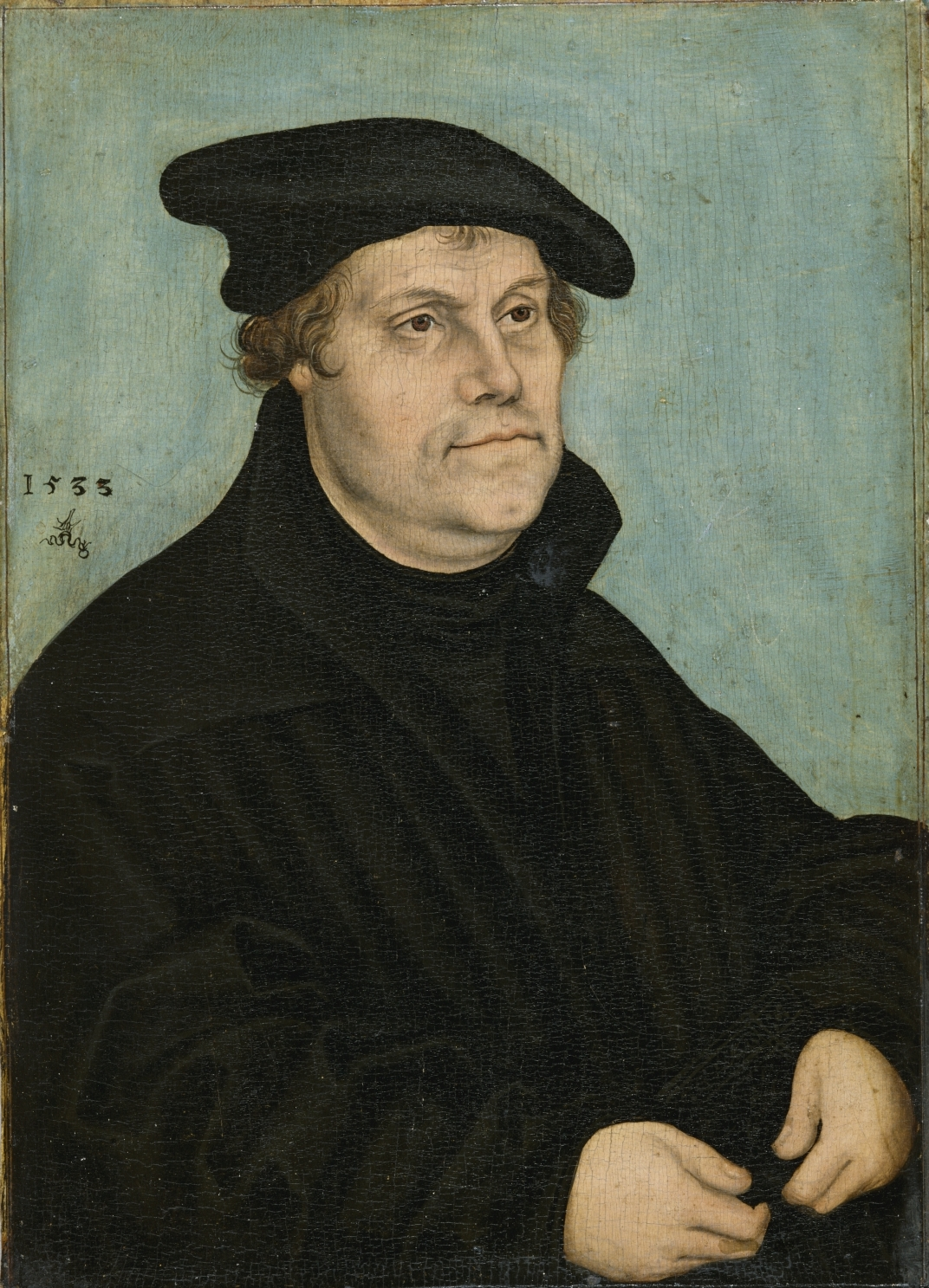
マルティン・ルター, ルーカス・クラナッハ, 1533年
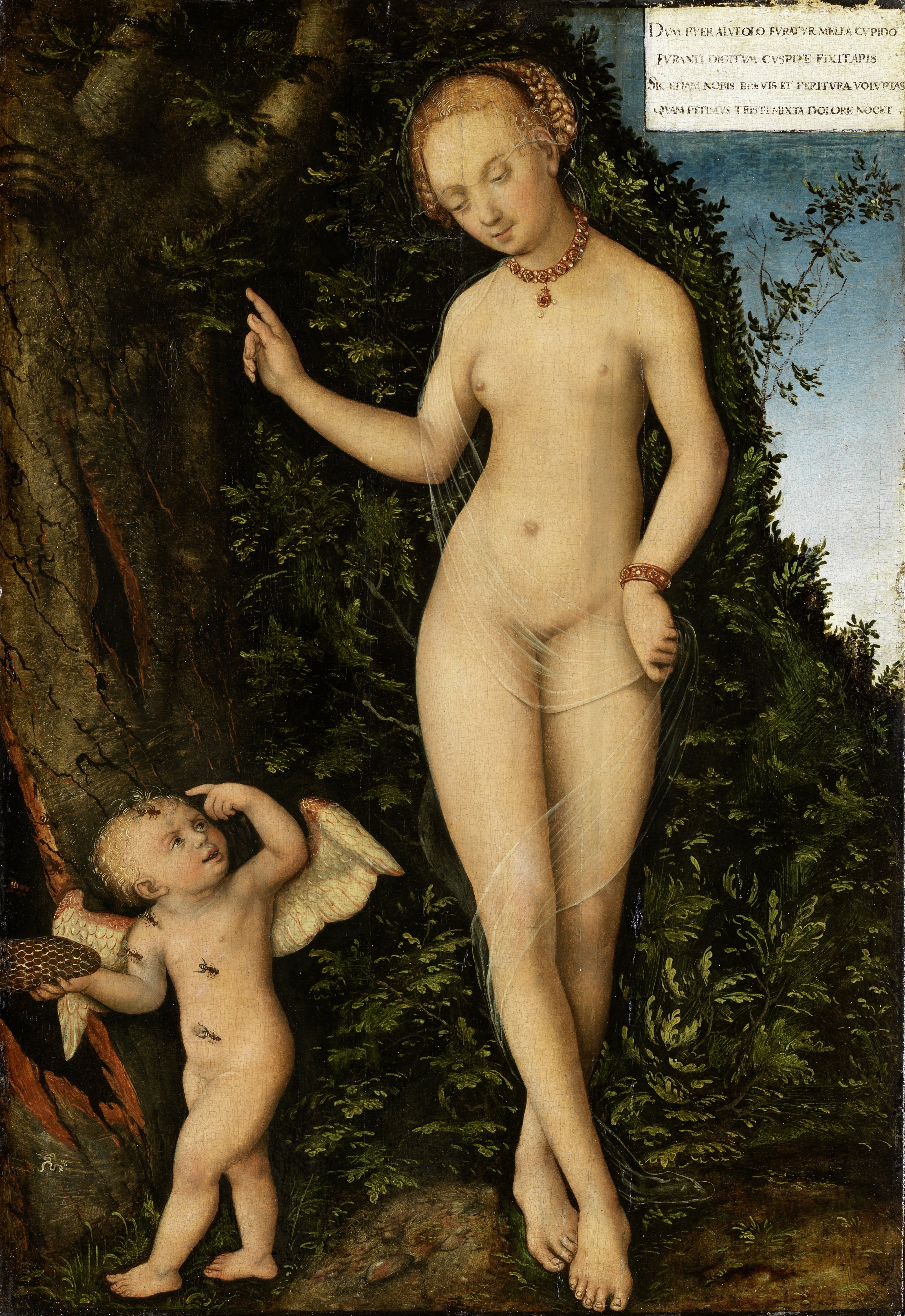
Venus and Cupid, the Honey Thief, ルーカス・クラナッハ, 1537年頃
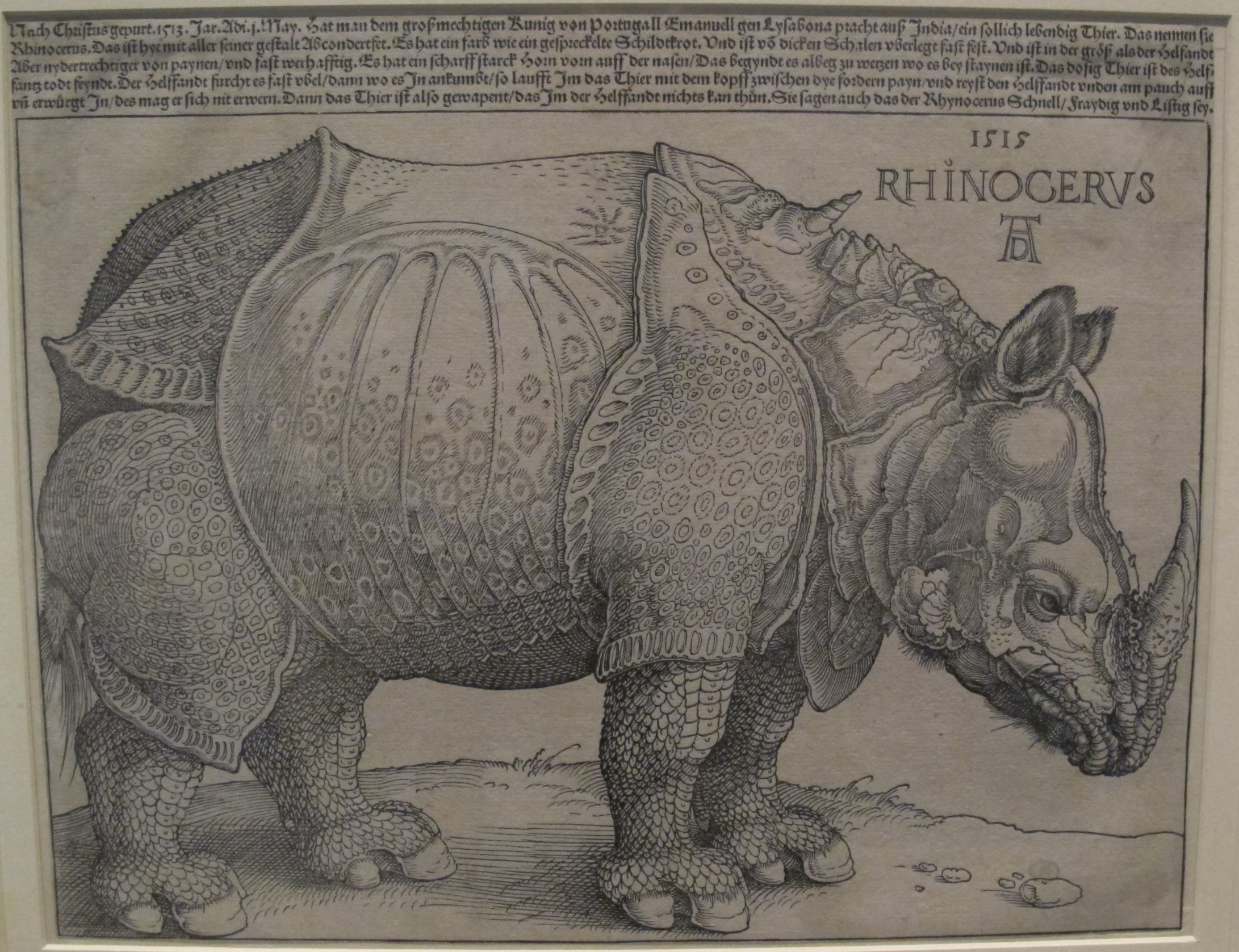
『犀』, アルブレヒト・デューラー, 1515年
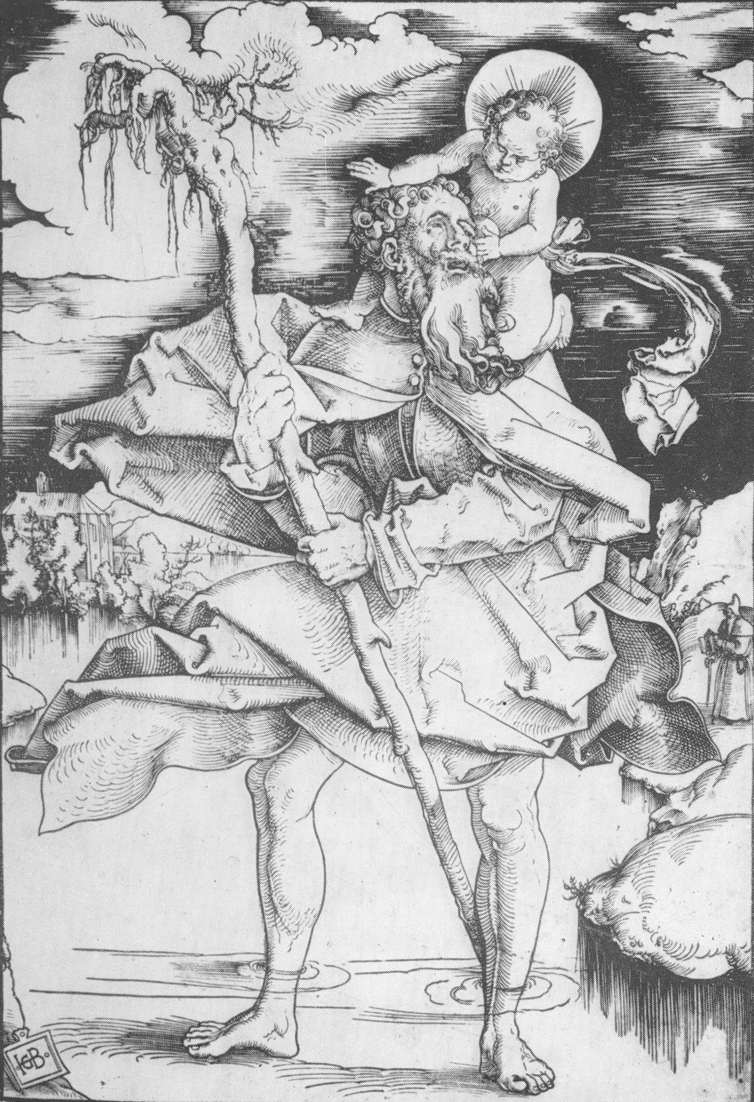
Saint Christopher, ハンス・バルドゥング, 1520年頃
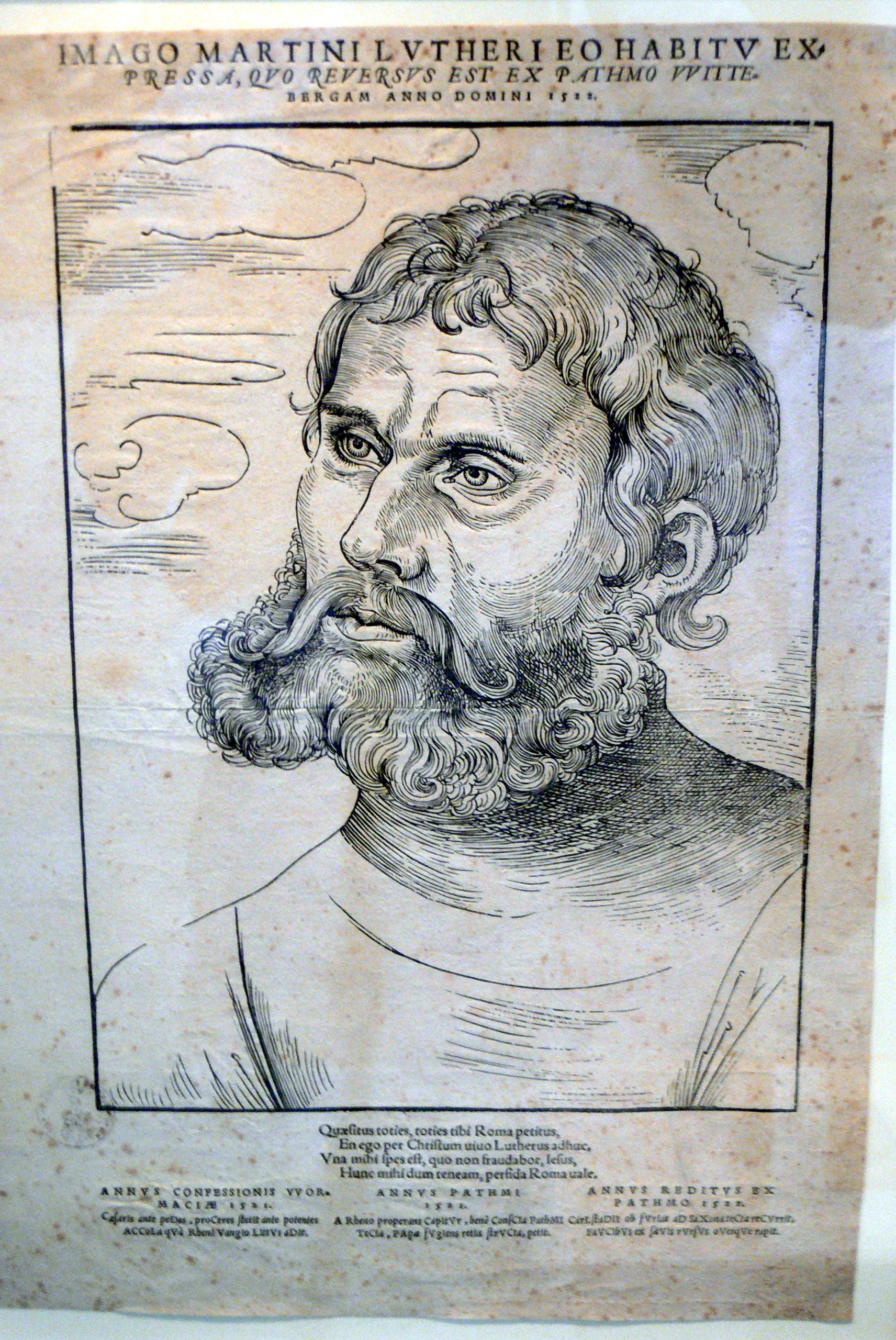
Martin Luther as Junker Jörg, woodcut, ルーカス・クラナッハ, 1522年
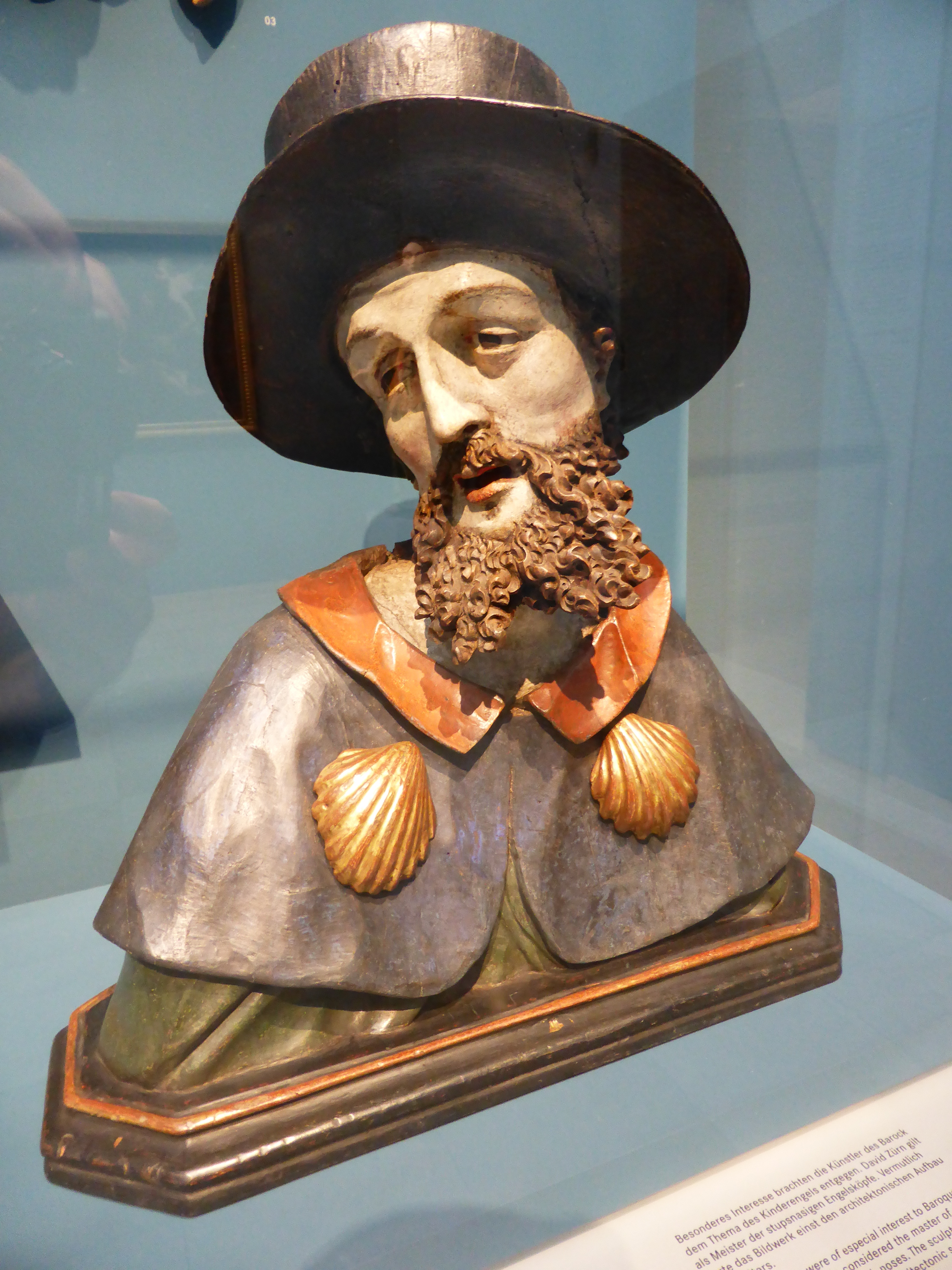
Saint James the Greater, Hans Zürn the Elder, 1613年頃
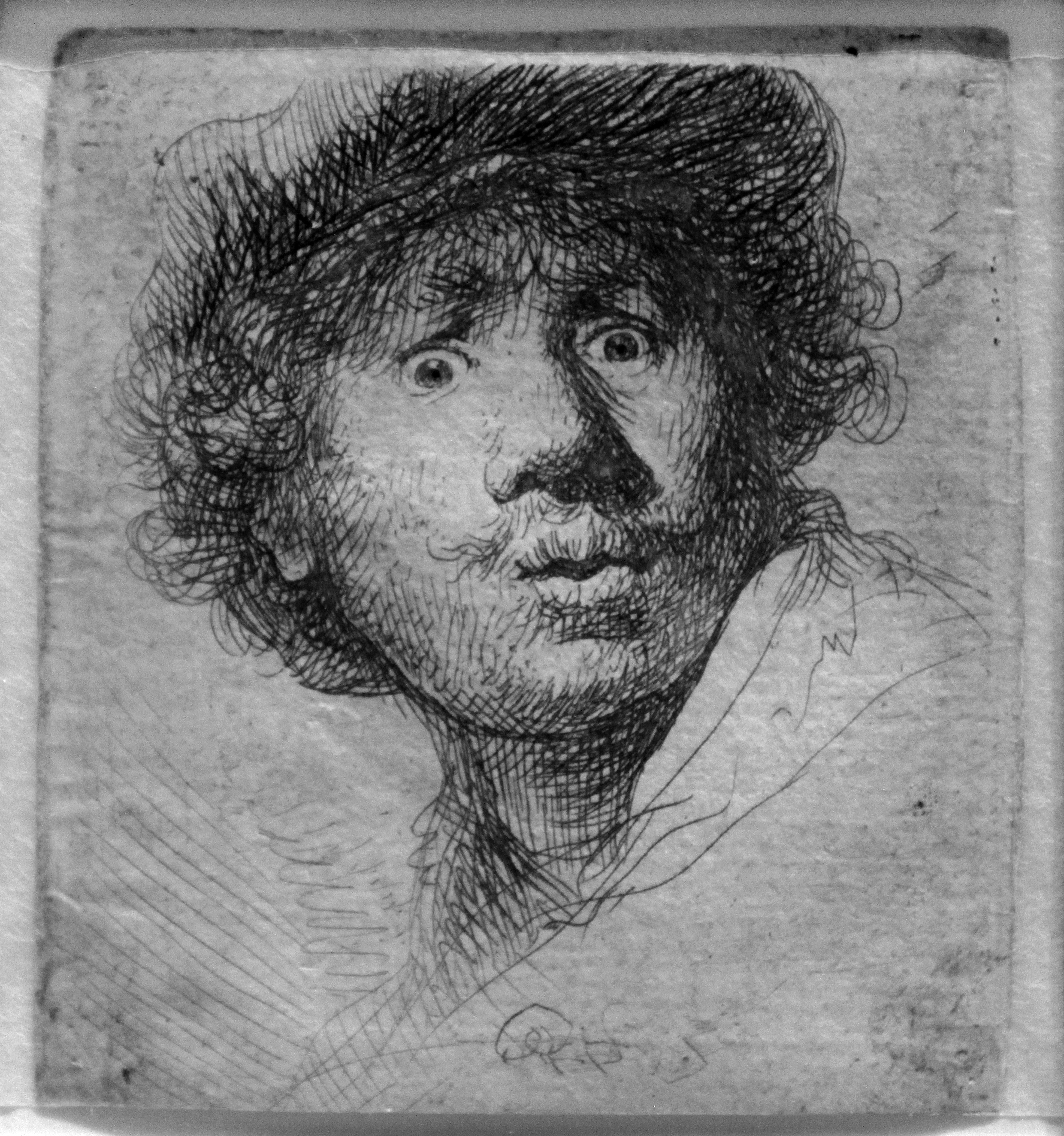
Wide-Eyed Self-Portrait, レンブラント・ファン・レイン, 1630年
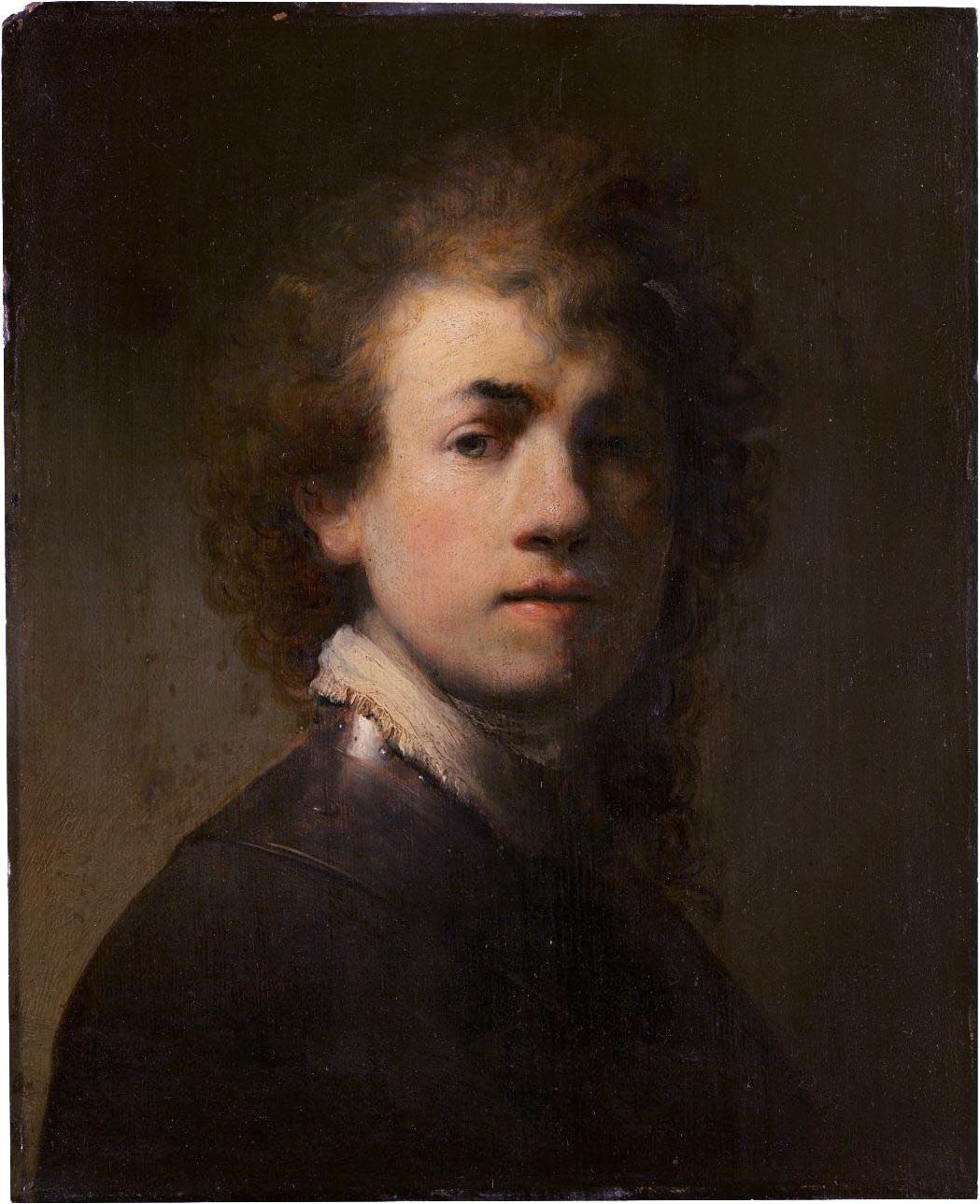
『首当てをつけた自画像』, レンブラント・ファン・レイン, 1629年頃
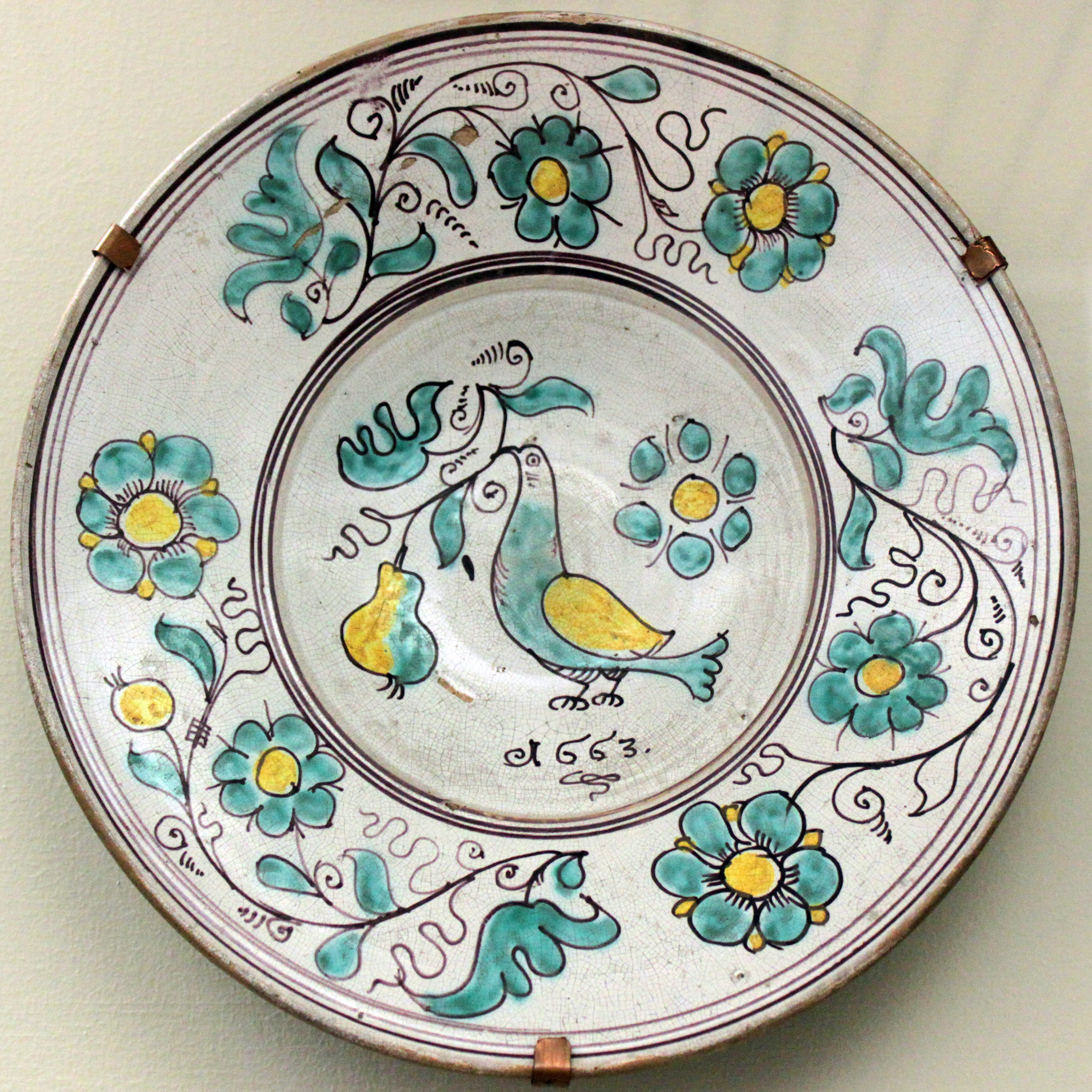
ツィッタウ製の水鉢, ファイアンス, 1663年
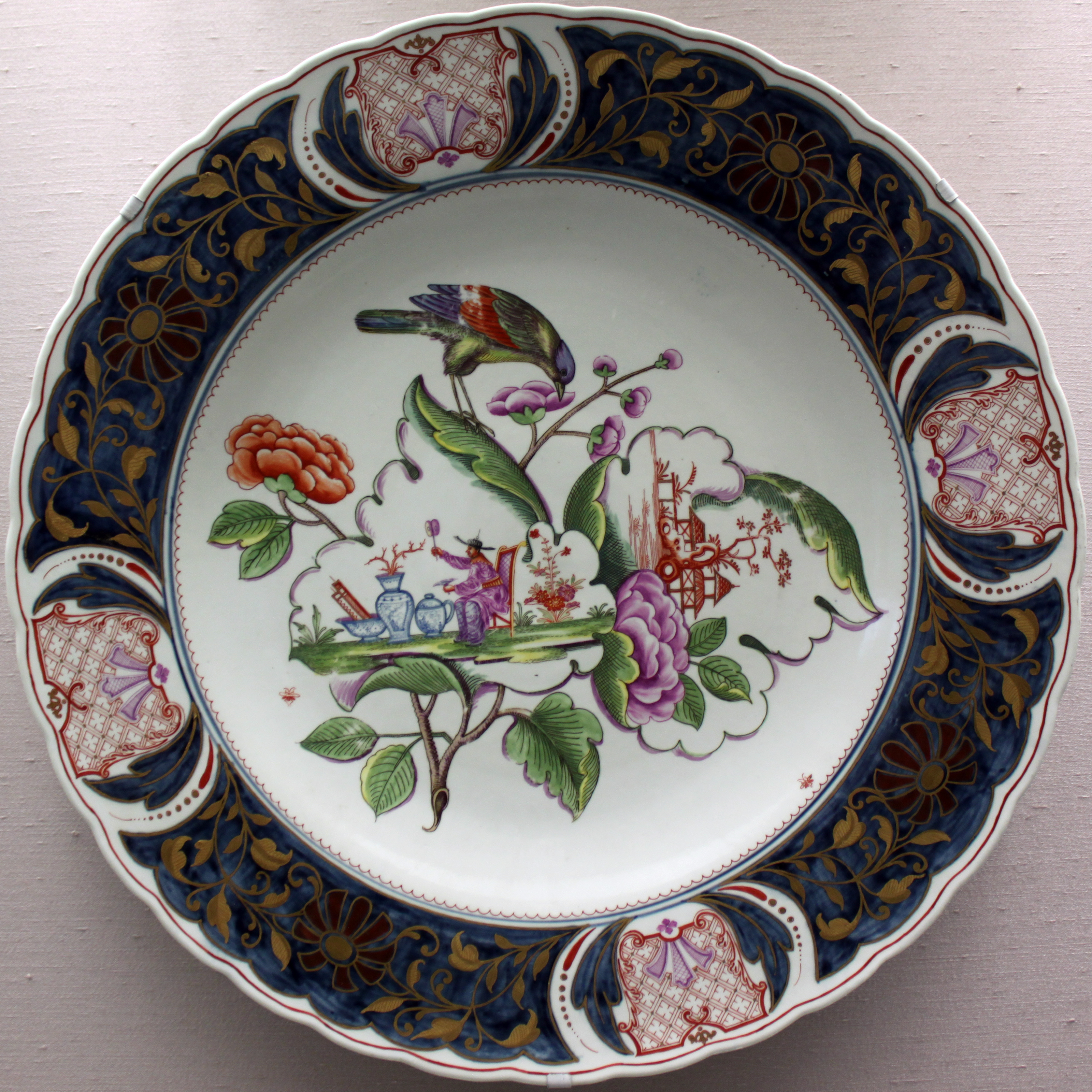
水鉢, ウィーン製, 1725年
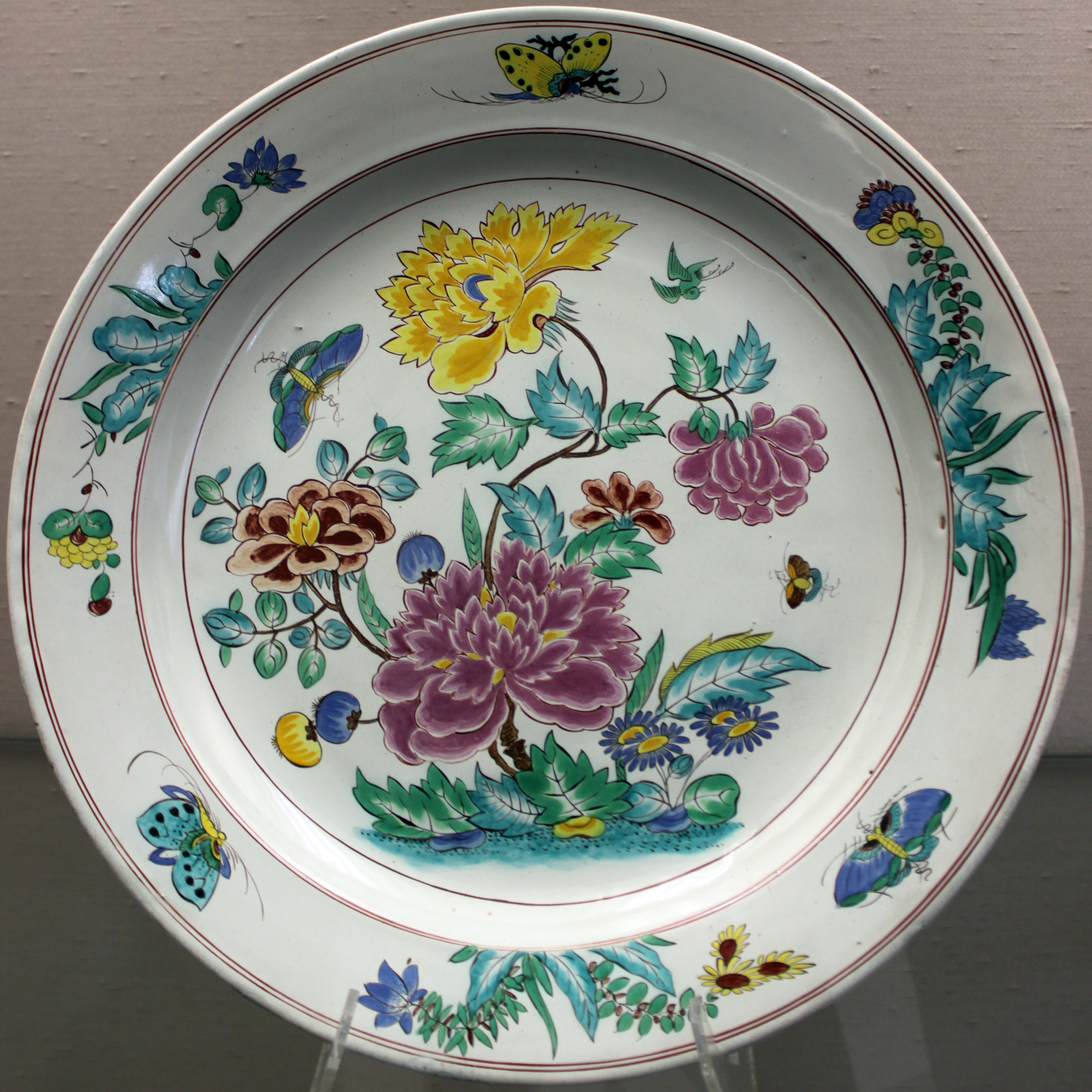
Bowl with Chinese Flowers; faience; Fulda, 1741年
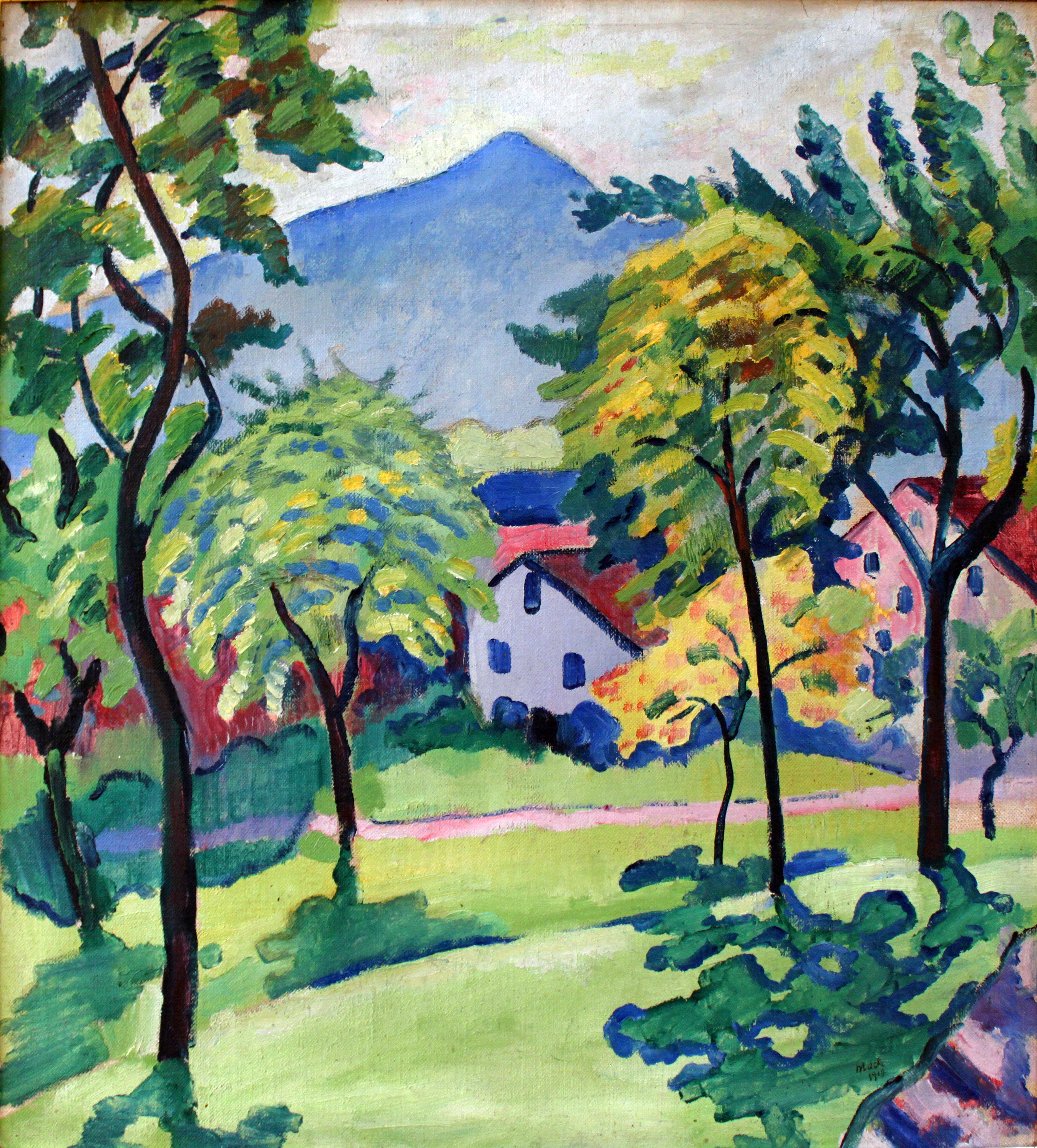
テガーンゼーの風景 アウグスト・マッケ, 1910年
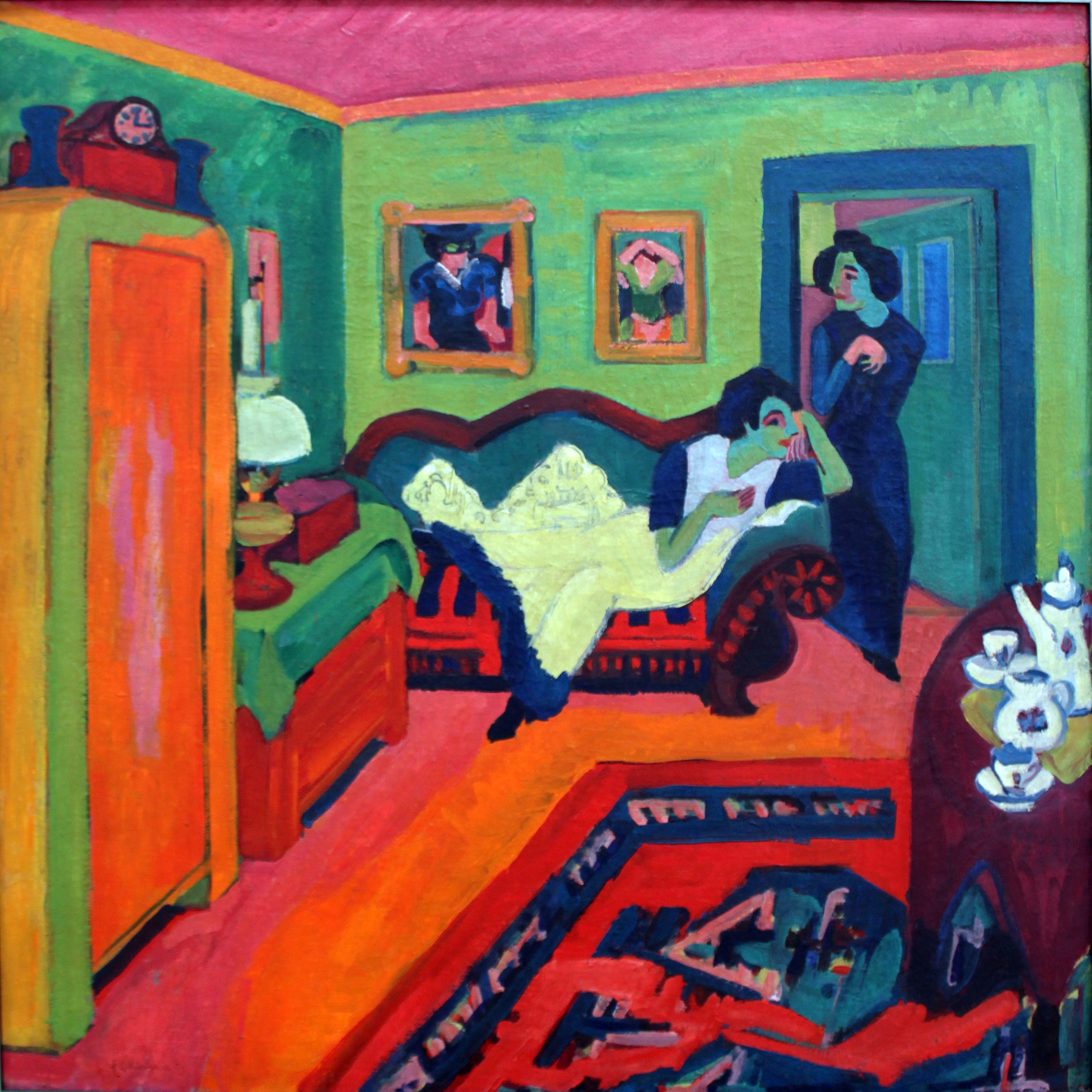
2人の少女のいる室内 エルンスト・ルートヴィヒ・キルヒナー, 1926年